# Nagycétény
Nagycétény (szlovákul Veľký Cetín, németül Großzitin) község Szlovákiában, a Nyitrai kerületben, a Nyitrai járásban. Nemes- és Nagycétény egyesítésével jött létre.

## Fekvése
Nyitrától 12 km-re délkeletre, a Dunamenti-alföldön, pontosabban a Zsitvamenti dombvidéken fekszik. A Nyitra folyó (egykori Céténke) partján, ahol a Kádánka patak belé ömlik. A Zoboralja régió része. Nyelvjárásilag a palóc nyelvterülethez sorolják vagy legalábbis annak hatása alatt lévőnek. Az egykor összefüggő magyar nyelvterület (verebélyi félsziget) kéri nyúlványának része volt. Ma a magyar nyelv szempontjából a Nyitra alatti fél-, vagy már csak nyelvsziget része (nyugati palóc nyelvjáráscsoport).
A faluban nyelvészeti gyűjtést Szinkovich Jenő végzett a 20. század elején. Egy állítólag 1905-1908 körül gyűjtött cédulás kéziratanyagában, melyet az Új Magyar Tájszótár is felhasznált, Berencs, Nyitranagykér és Nemespann mellett nagycétényi tájszavak is szerepelnek. A falu nyelvjárásáról cikk jelent meg a nyitrai piarista főgimnázium 1910-es értesítőjében. 1969-ben is történt nyelvjárási gyűjtés a faluban.

## Élővilága
Nagy József már a 19. század közepén megfigyelt itt függőcinegéket és nádirigókat.
Itt már a 19. században megfigyeltek rezedaféléket. A felhagyott kavicsbányánál, amely ma halastó, értékes növényi társulások vannak. Például martilapu (Tussilago farfara), vízi peszérce (Lycopus europaeus), vidrakeserűfű (Persicaria amphibia), sanquisorba officinalis, négyélű füzike (Epilobium tetragonum), osztrák kányafű (Rorippa austriaca), parti sás (Carex riparia), sziki káka (Bolboschoenus maritimus) és pénzlevelű lizinka (Lysimachia nummularia). A halastóban tavi béka (Rana ridibunda) is él.
2018 márciusában ismeretlen elkövető négy törvény által védett madarat mérgezett meg: egy királysast és három egerészölyvet. Hasonló esetek Csehországban is előfordultak, ott 2018. februárjában egy preparátort ítéltek el a mérgezések ügyében, míg délnyugat Szlovákiában 2018 júniusában egy tardoskeddi vadásznál tett házkutatás során találtak nagy mennyiségben karbofurán mérget. 2018 októberében a negyedi vadásztársaságnál észleltek újabb mérgezéseket, illetve illegális csapdákat, melyeket fényképcsapdával is követtek.

## Nevének eredete

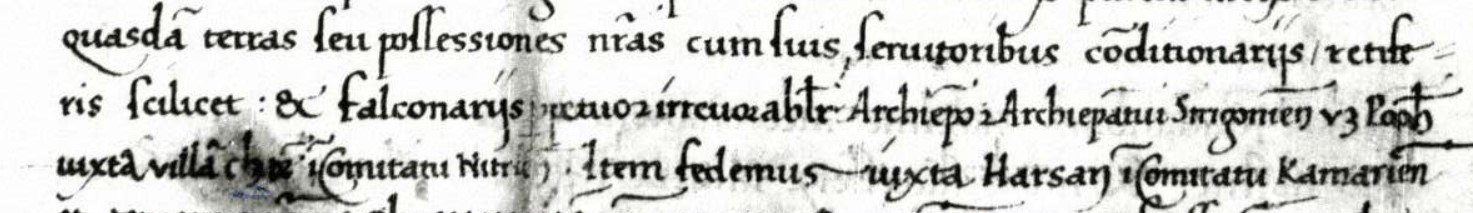
Nagycétény első fennmaradt írásos említése eredetileg 1239-ből (DLDF 248088; másolat 1465)

A falu neve összefügghet a Veszprém vármegyei Csetény etimológiájával, vélhetően személynévi eredetű. Valószínűsíthetően szláv eredetű. A faluról vehette nevét a Céténke folyó, illetve a Czetényi család is, amelynek tagjait elsősorban a 17. században említik. A Cheteny alakú családnevek hovatartozása azonban nem egyértelmű.
Egyes kutatók a Céténke (folyó) helynevével vélik azonosíthatónak a 2. zobori oklevélben (1113) lévő insula Syrinc/Cyrinc, csak átiratban fennmaradt alakot, ez azonban nem bizonyítható. Ezt Kniezsa István szláv szóból eredezteti, melynek jelentése sás, káka lehetett. Az első bizonyítható fennmaradt írásos említése 1239-ből származik.

## Szimbólumai

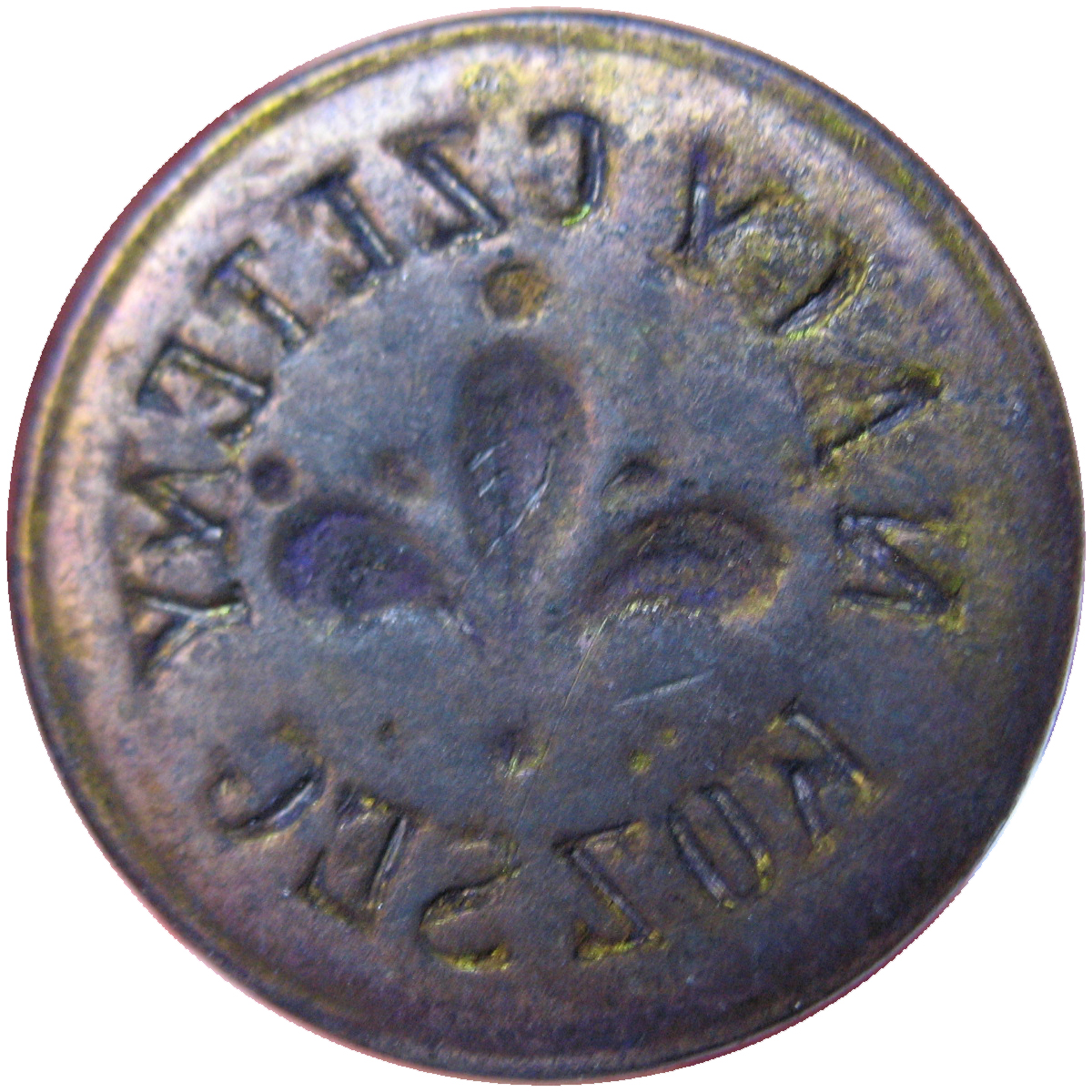
Nagycétény egykori pecsétje
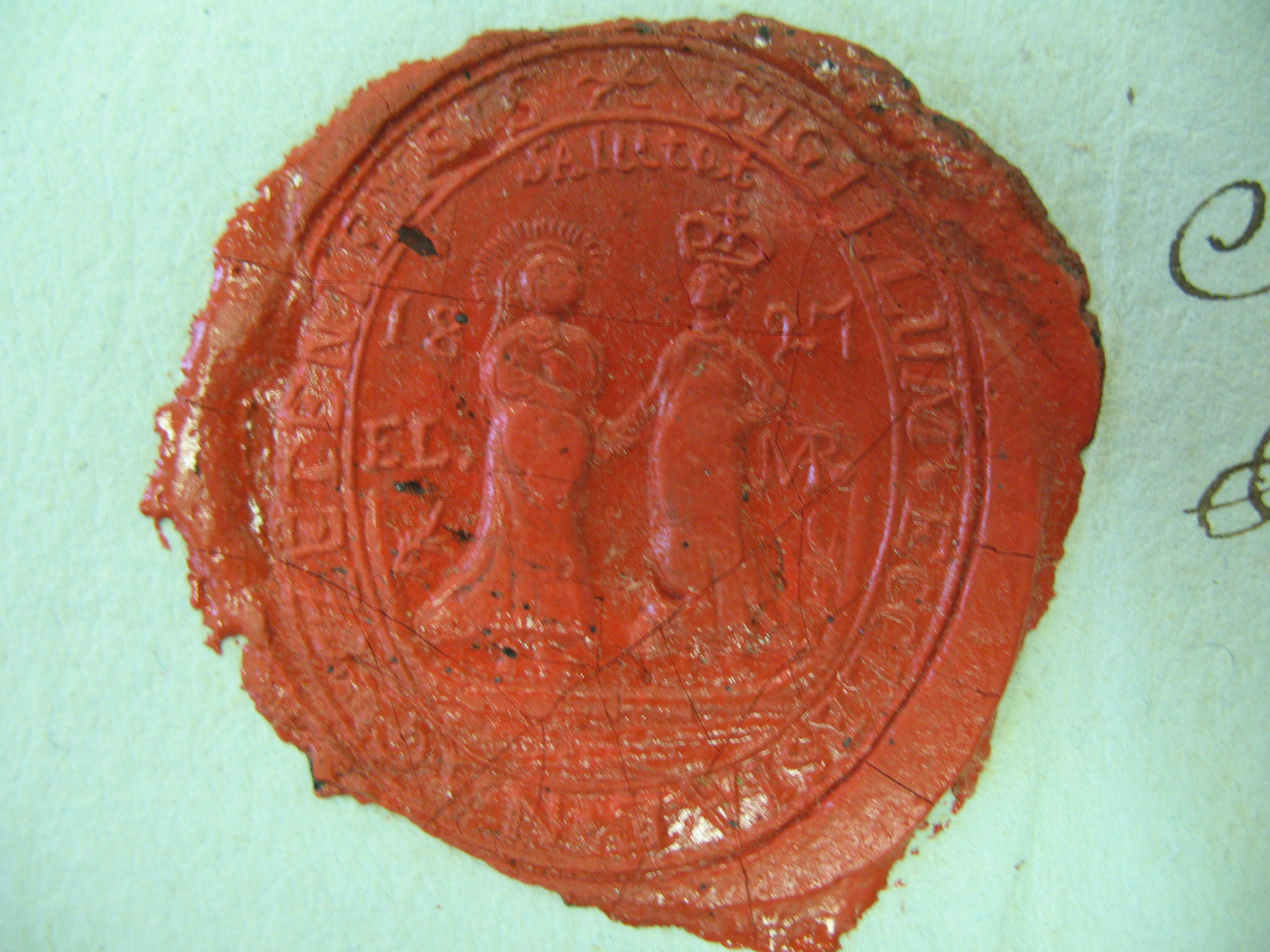
A nagycétényi egyház pecsétje 1827

Pecsételője már 1616-ból ismert, benne Szent Adalbert alakjával, de körirata nem olvasható. Ez a birtokos Esztergomi Érsekségre utal. A 18. századi pecséten SIGILLUM CZETENIENSE körirat olvasható. 1782-1784 között újabb pecsétnyomót használtak. 1799-től köriratban keltezett pecsétje volt a falunak. Az egyház 1827-től használt új pecsétet.

## Története
1974-ben az egységes földművesszövetkezet kavicsbányájában paleontológiai leletek kerültek elő, amelyek a nyitrai múzeum gyűjteményébe kerültek. 1987-ben légifényképezéssel azonosították a falu kataszterében egy körárkos rondelt. 1991-ben egy leletmentés során koraközépkori telepjelenségeket találtak. Kora Árpád-kori telepfeltárást is végeztek a Piliskei dűlőben. Temetőfeltárás is történt. Legújabban a Sáska dűlőben végeztek terepbejárást. elsősorban őskori megtelepedés nyomait keresve. A 11. századra kialakul a vidék magyar jellege. Elképzelhető, hogy a parókia melletti egykori dombon Árpád-kori temető lehetett, mivel pénzleletekről is van adat.
1239-ben "Cheten" alakban szerepel az első fennmaradt írott forrásban, mely említi. 1240-ben a "Cetun" folyót említik. 1248-ban ismét a folyót említik "Cheten" alakban. Több bizonytalan említés után 1272-ben Berencs határában említik (Ceten), hasonlóan 1283-ban (Cethen). 1285-ben a nyitrai káptalan okmányában Szőllőssel kapcsolatban szerepel (Ceten folyó). Ugyancsak 1285-ben említik többek között Binch cétényi papot az esztergomi érsekség és a nyitrai püspökség közti tizedszedés egyezségében. 1287-ben és 1290-ben is ismét Cheten alakban, majd 1300-ban Ceten formában szerepel.
1328-ban Cheten-i Imre esztergomi kanonok már nem volt az élők sorában. A falu plébániáját már az 1332-1337 között összeírt pápai tizedjegyzékben említik, ekkor a falu "Secen/Seten" alakban szerepel. Plébánosa ekkor János, aki a nyitrai főesperességben lévő egyházközsége nevében 4 márka bevétel után 20 és fél kettősgarast fizetett. 1339-ben Domokos az egyház rektora. 1403-ban Zsigmond Nagycétényt több más faluval együtt, mint az esztergomi érsekség birtokait a lázadások miatt lefoglalta. 1424-ben a Nyitra vármegyei vámszedőhelyek felsorolásánál a falu mint Nyitra irányába haladó út települése szerepel. 1425-ben ismét a folyót említik (Cheten). 1426-ban bizonyos felsőszőllősi erdőn, melynek egy része Céténybe is átnyúlik osztozkodtak a Szőllősy (Felseuzeuleus) család tagjai. 1435-ben királyi parancsra György esztergomi érsek birtokán határjárást végeztek. Cétényben 3 érseki nemesi "telepet" említenek. 1448-ban Dénes érsek panaszkodott, hogy a Pongrác vezette husziták nagy károkat okoztak birtokain, többek között Verebélyen, Dicskén, Cétényben és Pannon. 1455-ben Berencz-i István, Cheten-i Szebasztián és András jelenlétében adták ki Pozsonyban a Kanizsaiak hatalmaskodásainak vizsgálatáról szóló jelentést. 1477-ben Cétényi Jakab érseki nemest és Cétényi Ulrik bírót említik. 1484-ben Gyügyi (de Gywrgy) Tamás cétényi esperest és kanonokot említik. 1489-ben a plébániát, Lukai (Nyitrai) Tamás esperest, plébánosát, a nyitrai kanonokot és káplánját, Gergelyt említik. 1489-ben valószínűleg két cétényi oficiális is szerepel: Herdeli Benedek és Pinzes János. 1492-ben jövedelmeit Thomory Bernát és Rohody László bérelhette. 1494-ben Tamás plébánost említik. 1496-ban Kérrel együtt bortizedét említik.
Az esztergomi érsekség egyházi nemeseket telepített ide is, legkésőbb a 16. században. 1530. szeptemberében az egész környékkel együtt szenvedett súlyos károkat a török betöréstől, az 1531-es Nyitra vármegyei portaösszeírás szerint közepesen érintett falu volt, összesen 33 porta égett le. 1545-ben külön említik Alsó és Felső Cétényt. 1546-ban plébánosa hátralékban maradt az adófizetéssel. 1549-ben 24 portáját írták össze. 1554-ben a dikális összeírás szerint a hódolt faluk között volt. 1555-ben Cétényből származó Mátyást (Mathie Scholastico de Czethen) említi Alsólindvai György nyitrai kanonok végrendelete. 1560-ban a kánoni vizitáció alkalmával plébániája betöltetlen volt. 1530-ban, 1554-ben és a 17. században kétszer is felégették és elpusztították a törökök. Az 1560-as években oppidumként szerepel, ennek jelentése, illetve megbízhatósága azonban kérdéses. 1568-ban a cétényi officiolátus felét Korláth Mihály kérte továbbra is, majd Pogrányi Benedek érsekújvári katonát nevezték ki. A másik felét továbbra is Büdy Mihály bírta. 1570-ben az esztergomi szandzsák adóösszerírása szerint 13 házban 13 család és a plébános (31 vagy 32 fejadófizető) élt. Ebben nincs benne Kis- és Nemescétény lakossága. Ezen felül volt még Horvát Bertalannak egy kétkerekű malma. 1571-ben 3 kúriája, 25 lakott és 6 lakatlan háza állt. Ugyanakkor 25 lakott (ebből 20 jobbágy-, 5 prediális telek), 6 lakatlan és 4 új részt írtak össze. A jobbágyok a tizedet az állatok száma szerint pénzzel megváltották. 1581-ben a cétényi jobbágyok a lapásgyarmati nemesek gabonájából vettek el, 1582-ben az erdőből 50 szekér fát tulajdonítottak el. 1582-ben több településsel együtt a cétényiek is panaszkodtak Zeleméry László ellen. 1597-ben Dobosth Kálmánt, Tosé Pált, Biro Fülöpöt, Zabo Dezsőt, Molnár Pált és Barnard Lukácsot írták össze. 1598-ben még 101 háza állt és városként szerepelt, a következő évi török pusztítás azonban ezt a felére csökkentette, hasonlóan a környező településekhez.
A 17. század elején a betegek gyóntatásáért 12 dénárt fizettek. 1602-ben birtokháborítási panaszokat említenek. 1606-ban Cétény vidékét Rákóczi Lajos hadai Kállay György kapitány vezetése alatt szállták meg. 1606 szeptemberében Pográny György a cétényi officiolátust (Nyitraegerszeg, Kinorány, Ribény, Üzbég) kérte apja Benedek lemondása után. 1617-ben Bydy Mihály kezelte az érsekség uradalmi részét. 1631-ben a Cétény vize erősen megáradt. 1632-ben a török feldúlta a vidékét. 1644-ben a falu oltalmazó őröket kért. Még az év végén Lippay György érsek járt közben Batthyány Ádámnál, mert az evangélikus Hertelendy Ádám lovas hadnagy elvette marháikat. 1647-ben a Balla testvérek elzálogosították szőlőjüket Hamar Andrásnak. 1654-ben boszorkányság ügyében tanúvallatást tartottak. Az 1664-es török adóösszeírás 59 fejadófizető személyt említ 53 háztartásban. 1683 július 24-én Thököly Imre is a faluban tartózkodhatott. Az érsek halálakor 1685-ben készített összeírás alapján az uradalom alá tartozók tized helyett minden telek után fizettek. 1689-ben segélyeket utaltak ki. 1698-ban Kollonich Lipót esztergomi érsek panaszolta Nagycétény kifosztását Jordán tábornok által (valószínűleg a Hegyaljai felkelést elfojtó hadak egyik vezére), és kártérítést kért.
A 18. század első felében (is) Nagycétény több mint fele (főként az erdők miatt) az esztergomi érsekség verebélyi uradalmához tartozott. 1703 novembere és 1707 között a faluban többször is katonaság szállt meg és azt a helybeliek kárára látták el. 1705-ben gróf Bercsényi Miklós több levelet is küldött a fejedelemhez itt létében. 1708-ban a pereszlényi csatát követően állítólag Jávorka Ádám csapatai erre haladtak Érsekújvár felé, ami nem kizárt lévén a falu fontos útvonalon feküdt. 1710-ben pestisjárvány pusztított a faluban, ezért elzárták. Az 1715-ös országos összeírás alapján "szőlőskertje" és 56 háza volt, a felülvizsgálat során azonban megállapítást nyert, hogy itt is csalás történt az összeírás során, mert egyesek letagadták további házaikat. 1720-ban 37 háza szerepel az adóösszeírásban. 1725-ben is összeírták az adózók tulajdonát és vagyonát. 1752-ben a második (Nyitra) vagy harmadik (és Ürmény után) legnagyobb szőlőhegye volt a környéken. Iskolája 1755-től szerepel a forrásokban. 1769-ben összeírták a falu urbáriumát. 1787-ben 157 házat és 847 lelket számláltak a faluban. Zámody József 1789-es Nyitra vármegye térképén Nagycétény a Céténke rossz oldalán lett feltüntetve, ami a folyó hibás vonalvezetésével függhet össze. 1800-ban az érsek halálakor készített összeírásba belefoglalták az egyház állapotát és bevételeit (leányegyházastól).
1817-ben 3 évre haszonbérbe adták az ún. Verebélyi vendégfogadót. 1828-ban 137 háza és 961 lakosa volt, akik főként mezőgazdasággal és szőlőtermesztéssel foglalkoztak. Ebben az évben 158 adóköteles személyt írtak össze. 1861-1862-ben a nagycétényi tankerületben 14 helyen folyt oktatás, ebből magyarul csak Nagycétényben, Nagyemőkén, Nagyhinden, Bábindalon, Csehiben és Nemespannon. Csak Özdögén és Nagycétényben volt segédtanító is. 1877-ben megváltozik a postai forgalomköre Nyitraivánkáról Verebélyre. 1880-ban új postahivatala nyílt.
Legrégebbi ismert pecsétjei 1741-ből és 1793-ből származnak. 1822. május 12-én a környéken pusztító szélvihar forgószél formájában nagy károkat okozott a templomban is. 1831-ben Chrenóczy-Nagy József szerint 163 betegből 131 hunyt el kolerában Nagycétényben, további 40-ből 35 Kiscétényben és 37 Nemespannon. Nyilván a fertőzöttek száma ennél magasabb lehetett. Elhunyt a falu plébánosa Királyi Sándor, testvére Ferenc és továbbiak a plébánia épületében. 1834-ben Cabajon, Nyitraapátin, Tardoskedden és Cétényben villámcsapások miatt tüzek alakultak ki. 1848-ban a Komáromi vár ellátására gabonát szállítottak a faluból, 1849-ben 5 újoncot soroztak be. 1852-ben behajtatták a kilencedet, az ellenállókat vasra verték. 1862-ben tagosítás és földosztás történt. 1871-ben a Nyitrai királyi törvényszék Nyitrai királyi járásbírósága joghatósága alá tartozott. 1874-ben Simor János érsek 100 forintot adományozott az iskolára. 1876-ban a Nyitra völgyi településeket is árvíz sújtotta, a falu is károkat szenvedett. 1885-ben hivatalosan is filoxéra sújtotta vidékké nyilvánították Nagycétényt. 1889-ben is zárlat alatt volt emiatt. 1891-ben Simor János érsek halála után felmérték az esztergomi érsekség vagyonát, mely során az uradalmi pincék közül a cétényiben volt a legtöbb bor. 1894-ben tűz ütött ki a faluban. Erzsébet királyné halála után a faluban 100 hársfát ültettek az emlékére. A 19. század végén Nagycétény fizette a legkevesebb pótadót.
Vályi András szerint "Kis Czétény, Nagy Czétén. Két egymáshoz közel lévő faluk Nyitra Vármegyében, birtokos Ura az Esztergomi Érsekség, fekszenek Báb Családhoz közel, Czétény folyó vize mellett, a’ mellynek ki áradásától gyakran kárt vallanak, réttyei igen jók, a’ Czétényi borok leg nagyobb ditséretet érdemelnek ennek a’ környéknek borai között. Meg van benne a’ jó bornak mind a’ három tulajdonsága: t. i. jó szinű, jó illatú, jó izű kivált ha ó, és régi. Határjok meglehetős termékenységű, fájok mind a’ kétféle lévén, a’ második Osztályba tétettek."
Fényes Elek szerint "Kis- és Nagy-Czétény, két egymáshoz közel lévő magyar helység, Nyitra vmegyében, Nyitrától délkeletre 1 3/4 órányira. Az első 254 kath., 9 zsidó lak. Kath. paroch. templommal; a második 856 kath., 12 zsidó. – Határa mindkettőnek róna, és igen termékeny, rétei igen tágasak s kövérek; erdeje nincs; legelője elég. A Czétény pataka két malmot hajt. F. u. az esztergomi érsek."
Nyitra vármegye monográfiája szerint "Nagy-Czétény. Nagy-Czétény, Kis-Czéténytől délre fekvő nagy magyar község, 1587 r. kath. vallásu lakossal. Postája van, távirója és vasúti állomása Nyitra. A község 1894-ben teljesen leégett. Kath. temploma és plébániája igen régi. Gróf Révay Antal püspök, esztergomi kanonok jelenlétében, Konkoly László czetényi plébános alatt 1755. év augusztus 9-én történt canonica visitatióban feljegyezve olvasható, hogy: a czétényi templom Domonkos esztergomi érsek alatt 1307. év körül épült; amiről állítólag a templom oszlopzatában elhelyezett köveken gótikus jegyekkel bevésett évszámok tanúskodnak. Péterffynél feljegyezve találjuk, hogy az esztergomi káptalan évkönyvei említést tesznek a czétényi plébániáról az 1397. évben; jóval később, 1630. évben, a can. visitatio megjegyzi: hogy a templom igen régi – „templum habet antiquum, quod est sub nomine et titulo sti Joannis Bptae”. – A plébános 1634-ben a törökök üldözése miatt – „quum a Turcis et plagiariis infestabantur homines” – kénytelen volt menekülni. A templomot a törökök három ízben pusztították el. Az 1776-ik évben gróf Batthyányi József esztergomi érsek és Bukovinszky István czétényi plébános alatt, a régi falakat ujból restaurálták és a templomot kibővítették."
1907-ben sertészvész pusztított a nyitrai járásban, köztük itt is.
1912. júliusában és augusztusában sertésorbánc volt Berencsen, Nagycétényben, Nyitraegerszegen, Nyitragesztén és Pogrányban is. 1912-ben Vaszary Kolos érsek 4000 korona segélyt adományozott az iskola fejlesztésére. 1915-ben létrehozták a Nagycétényi fogyasztási és értékesítő szövetkezetet. Az első világháború alatt, 1916-ban ide is érkeztek erdélyi menekültek. 1918 őszén a spanyol náthában többen megbetegedtek és el is hunytak a faluból. A trianoni békeszerződésig Nyitra vármegye Nyitrai járásához tartozott.
Jelentős volt a környéken a falu műmalma, melynek cseh tulajdonosa volt a két világháború között és a visszacsatolás után sem tiltották ki. Itt volt állítólag a faluban először villanyáram. Erősek voltak a környéken a baloldali mozgalmak, melynek bizonyítékai a hatalomváltás utáni sztrájkhullámok, illetve a kommunista párt folyamatos agitációi, sőt 1924 novemberében a helyiek ki akarták kiáltani a proletárdiktatúrát is, melynek a karhatalom közbevatkozása vetett véget. 1925-ben Nagycétény is képviselve volt a Hanza Szövetkezet megalakításakor. 1925 szeptemberében baloldali ideológiáktól fűtve néhányan erőszakos földfoglalásba akartak kezdeni. 1928-ban perbe fogták Veszely István kántortanítót, mert állítólag a magyar himnuszt orgonálta. 1931-ben nagy tűz pusztította el a betakarított termést. 1934-ben a nyitrai Árpay Pál nagycétényi malomtulajdonos birtokát árverezték tartozása behajtásának ürügyén. 1934. szeptember 19-én szentelték fel a magyar iskola új épületét. 1934 decemberében a Csehszlovák Agrárpárt itt is tartott választási népgyűlést. 1936-ban a helyi OKP alapszervezet volt az egyik, amely először az egységes magyar párt ellen foglalt állást. 1936. május 30-án nagy jégeső károsította meg Nyitrát, valamint Alsó- és Felsőköröskény, Berencs, Cabajcsápor, Csekej, Nagyemőke, Nagycétény, Nyitracsehi, Nyitraegerszeg, Salgó, Tormos, Ürmény, Üzbég, Vicsáp és Apáti, illetve Zobordarázs falvakat. 1937 májusában az Egyesült Magyar Párt itt is népgyűlést tartott, amin Jaross Andor elnök és Várady plébános is beszédeket tartottak, illetve a környező települések szervezeteinek küldöttei is részt vettek rajta. 1937-ben létrehozták a Délnyugatszlovenszkói Gazdasági Egyesület helyi szervezetét.
A komáromi tárgyalások során a magyar küldöttség Pozsony, Nyitra és Jolsva környékén több településen népszavazást javasolt (beleértve Nagycétényt is) a hovatartozás eldöntésére, ami azonban nem valósult meg. Az első bécsi döntés következtében a honvédség csak a kijelölt katonai határvonalig szállta meg a visszacsatolt területeket. Nagycétény azonban már az első bécsi döntés kihirdetésének éjszakáján önállósult, ami kemény retorziókat vont maga után. Ezért is nagyon rosszul érintette a községet az hogy nem kerülhettek vissza. Többen elmenekültek, az értelmiség és a kisebbségi vezetők nagy része "emigrált" Magyarországra. Mindezek után az akkor legalább 75%-ban magyar ajkú faluban igen magas volt a protestszavazatok száma a decemberi tartományi választáson (855 leadott szavazatból 302), ami a Szlovákiában maradt magyarságot tekintve is kivételesen magas volt. A Prajza-féle Nyitra-Nagycétény közti autóbuszjárat teljesen megszűnt. A Baťa érsekújvári üzemét átvette a komáromi székhelyű Cikta, ahova a nagycétényi, nyitraivánkai, cabajcsápori, ürményi és nyitraújlaki cipőárusító és -javító kirendeltségek is tartoztak. Ezek azonban fokozatosan megszűntek.
Nagycétény csere útján való visszakerülése a tárgyalási javaslatok kezdetétől napirenden volt. Nyitra és Pozsony megyében Alsójattó, Kalász, Nagycétény, Nagyhind és Vága a magyar-csehszlovák határmegállapító bizottság megegyezése következtében kerültek vissza. A bevonuláskor ünnepséget szerveztek és mulattak. 1939 és 1945 között újra Magyarország, majd ezen belül 1940-ben Bars és Hont k.e.e. vármegye része lett. 336 házban 1952 lélek, többségében katolikus lakott. Az iskola az új helyzetben olyan rossz anyagi körülmények közé került, hogy majdnem bezáratták.
1942-ben megszűnt a nagycétényi esperesi kerület. Az elkobzott zsidóbirtokokat vitézi telkeknek parcellázták fel. 1942 nyarán iratcsere történt Szlovákia és Magyarország között, ami Nagycétény és Nemespann kataszteri hivatali anyagait is érintette. Ekkor itt táborozott a nagymarosi polgári fiúiskola 950. sz. Szent Gellért püspök cserkészcsapata. 1943-ban a nagycétényi leventecsapat nyerte el a legeredményesebb járási csapatnak járó Armóthy Ödön-emlékzászlót.

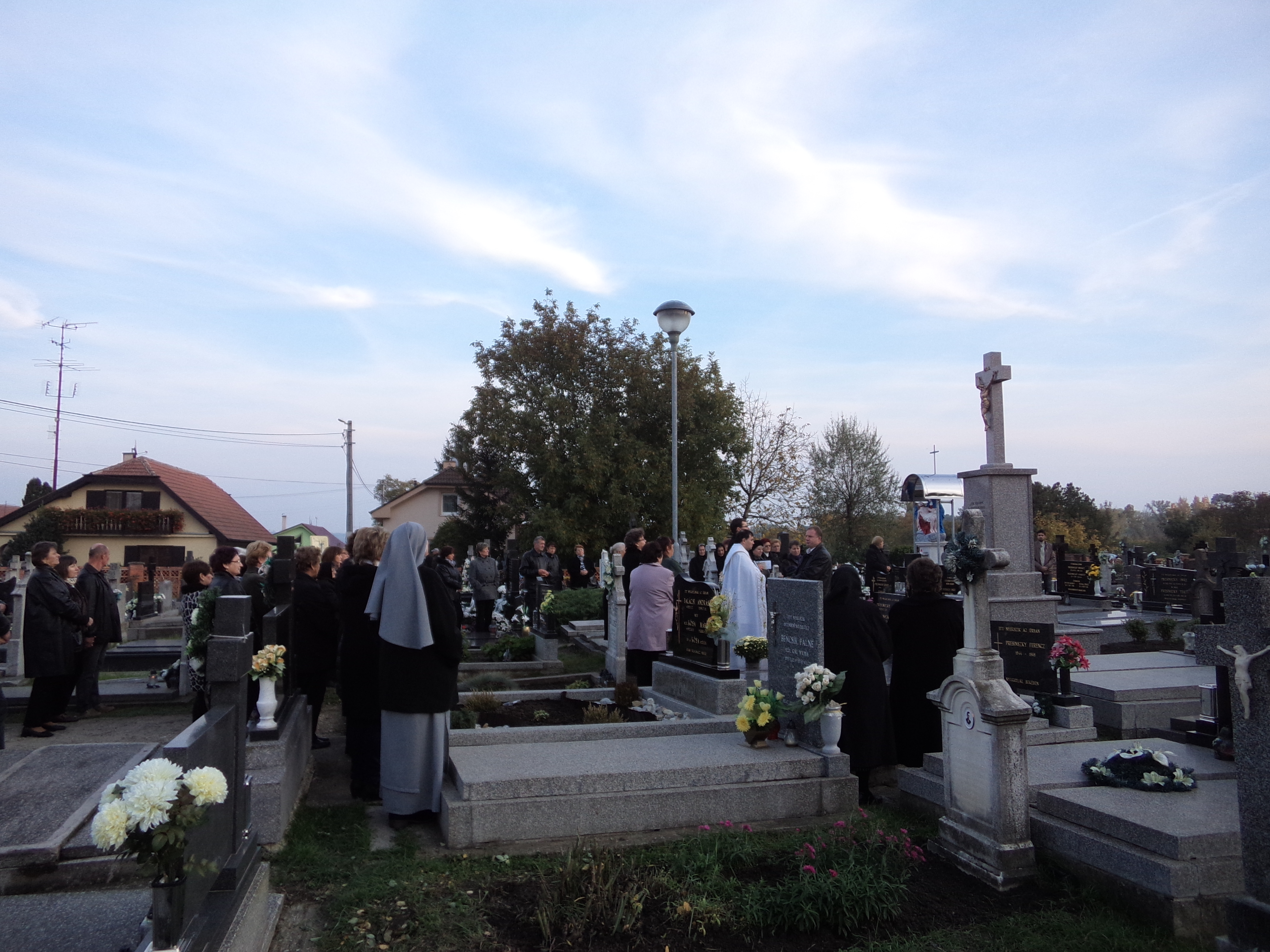
Temetőkereszt felszentelése 2015-ben
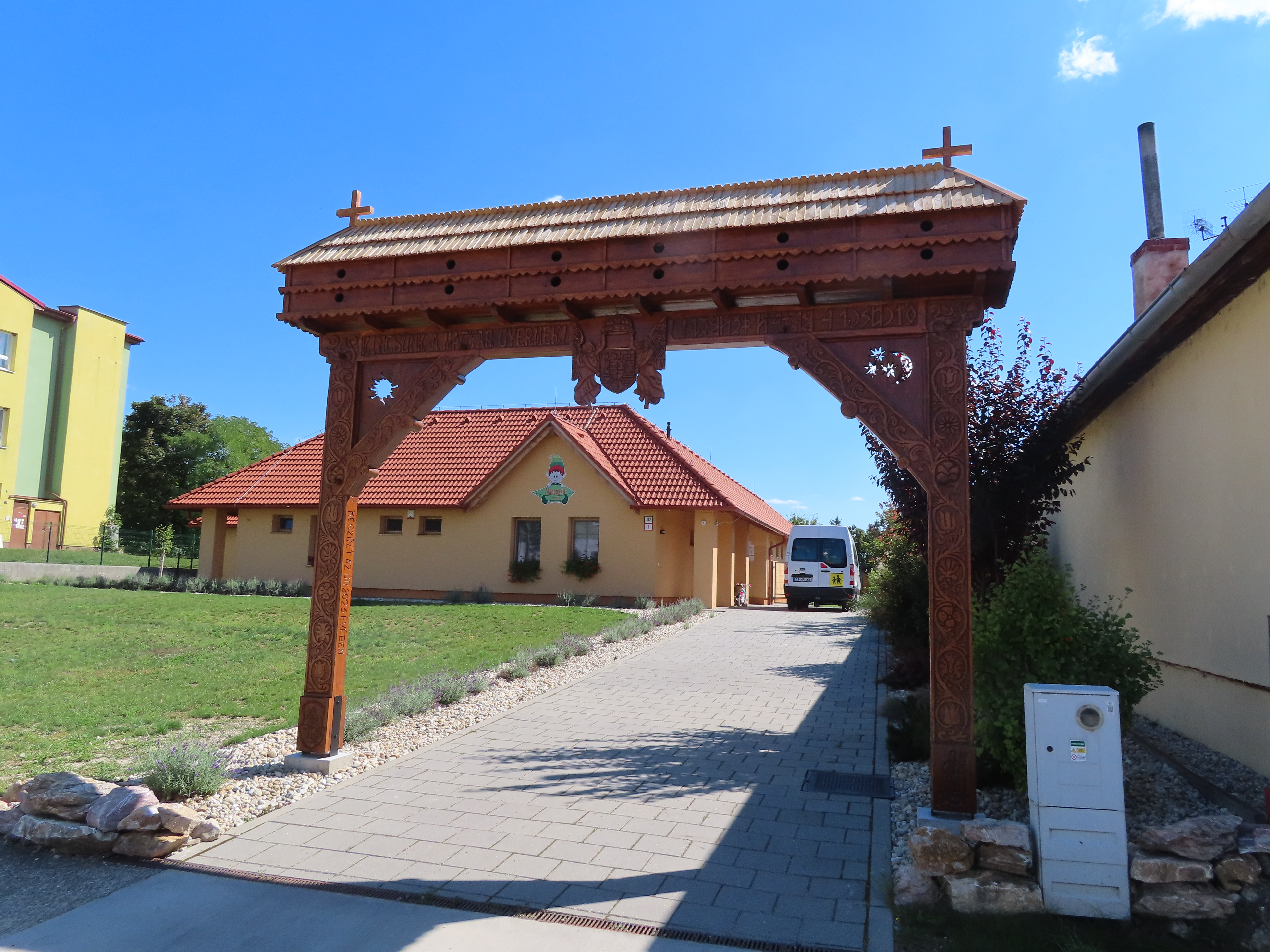
Az óvoda székelykapuja 2023-ban

1949-ben a haszonállat-biztosító szövetkezet megszüntetéséről tárgyalt a bíróság. 1949-ben alapítottak újra szövetkezetet, elnöke Kósa Imre volt. 1968-ban a faluban letépték a szlovák nyelvű hirdetményeket. A nagycétényi EFSz III. típusú volt a járásban. 1980-ban 30 másik településsel együtt Nyitra urbanizációs területéhez sorolták. 1980 körül a TSz-ben további fejlesztést vittek véghez. 1986-ban dokumentumfilmet forgattak az egyesített Dolná Nitra szövetkezet tevékenységéről. 1996-ban a Nyitra áradása okozott károkat a faluban. 2015-ben az öreg temetőben új keresztfát szenteltek fel. 2020-ban adták át a magyar nyelvű ovodát és bölcsödét.

## Népessége
| Év:            | 1994. | 2004.   | 2014.   | 2024.   |
| -------------- | ----- | ------- | ------- | ------- |
| Emberek száma: | 1740  | 1692    | 1591    | 1607    |
| Eltérés:       |       | -2,75 % | -5,96 % | +1,00 % |

| Év:            | 2023. | 2024.   |
| -------------- | ----- | ------- |
| Emberek száma: | 1610  | 1607    |
| Eltérés:       |       | -0,18 % |

A település, a családnévanyagának tanúsága ellenére, az első ismert nyelvi és nemzetiségi adatok óta mindig hangsúlyosan magyar jellegű volt. Nem is lehetne ez másként, hiszen a nyelvhatár a történeti szlovák nyelvi szigeteket (például Komját környéke, illetve a Zsitva-völgye) leszámítva a török kor végéig, illetve az egész újkor folyamán még északabbra húzódott. A két világháború között elindult egy folyamat a szlovákság számának növekedésében, ez azonban részben a demográfiai adatok kozmetikázásának, részben a betelepülés és az asszimiláció számlájára írható. Ez azonban a hangsúlyos magyar jelleget az idő rövidségének okán (20 év) még nem írhatta felül. Rosszul érintették a falu életét az első bécsi döntést követő események (1938 novemberében a kultúra és egyház vezető helyi személyiségeinek elmenekülése és ellehetetlenítése), illetve a kedvezőtlen gazdasági folyamatok (az iskola anyagi lehetőségei) és főként a második világháborút követő újabb megtorlások és általános emberi jogi és nemzetiségi helyzet. A magyar iskola ezt követően csak 1950-ben indulhatott újra. A megállíthatatlan negatív asszimilációs folyamatok hatása főként ezután vált érezhetővé, és ennek folyománya a magyar diákok számának fokozatos csökkenése is. A szórvány nemzetmegtartó ereje azonban ennek ellenére még ma is itt a legerősebb (mind abszolút értékben, mind százalékarányban), köszönhetően a még mindig létező magyar iskolának is.
1784-87-ben 157 házában 163 család lakott. Összesen 847 lakosból 10 volt idegen, további 11 lakos pedig távol maradt.
1828 körül 137 házában 961 lakosából 949 római katolikus és 12 zsidó vallású lakott.
1869-ben 215 házban 1370 lakosa volt.
1880-ban 1438 lakosából 1249 magyar, 89 szlovák, 58 német és 1 más anyanyelvű volt, 41 pedig csecsemő. 1348 lakos római katolikus, 90 pedig izraelita vallású.
1890-ben 204 házban, 1587 lakosából 1486 magyar, 79 szlovák, 21 német és 1 egyéb anyanyelvű.
1900-ban 1595 lakosából 1517 magyar, 41 szlovák és 37 német anyanyelvű.
1910-ben 1686 lakosából 1629 magyar, 46 szlovák és 11 német anyanyelvű lakosa volt.
1919-ben 1624 lakosából 1574 magyar, 47 csehszlovák, 2 német, 1 más nemzetiségű; ebből 1606 római katolikus és 18 zsidó vallású.
1921-ben 1664 lakosából 1417 magyar, 244 csehszlovák, 2 német és 1 egyéb nemzetiségű.
1930-ban 1749 lakosából 1302 magyar, 380 csehszlovák és 67 egyéb nemzetiségű volt.
1941-ben 1963 lakosából 1945 magyar, 12 szlovák, 2 német és 4 egyéb nemzetiségű.
1950-ben 1894 lakosa volt.
1961-ben 2172 lakosa volt.
1970-ben 2214 lakosából 1970 magyar, 228 szlovák, 7 cseh, 5 egyéb, 2 ismeretlen és 1-1 lengyel és ukrán-ruszin volt.
1980-ban 2058 lakosából 1734 magyar, 316 szlovák, 5 cseh, 2 lengyel és 1 orosz volt.
1991-ben 1841 lakosából 1544 magyar és 267 szlovák.
2001-ben 1724 lakosából 1374 magyar és 341 szlovák volt.
2011-ben 1604 lakosából 1108 magyar és 473 szlovák volt.
2021-ben 1626 lakosából 918 magyar, 638 szlovák, 1 ruszin, 8 egyéb és 61 ismeretlen nemzetiségű.

## Néprajza
Ismertek a faluból boszorkányperek 1654-ből, de lakodalmas énekek is. Többek között Manga János és Ujváry Zoltán is kutatott népdalok és népszokások után a faluban. 1956-ban Ortutay Gyula itt is végzett folklórgyűjtést, hanganyaga azonban a forradalom alatt elveszett, vagy máig lappang, de szerencsére a kutatást utasításai alapján megismételték. 1956 szeptemberében Vikár László gyűjtött itt énekeket. Az első fényképfelvételeket a faluról vagy a falusiakról többek között feltételezhetően Beszédes Sándor is készített, amikor Simor érsek jubileumára kapott megbízást és a prímási majort fényképezte. Ernyey József 1911-ben itt is fényképfelvételeket készített a falu életéről. A fényképek a Néprajzi Múzeum gyűjteményében találhatóak.
A környéken ismert a pajta egy típusa. A rakott sárfalú házak építésénél az ablakok helyét kihagyták. Erről fénykép is készült. Hasonlóan fényképről ismert csak a Zoboralján elterjedt bolthajtásos házbejárat. Ún. siska típusú kemence is ismert a faluból.
Állítólag dudabálok is voltak és ismertek dudanóták is. Mondavilágából Kopcsányi Gyula és Mártonvölgyi László örökítette meg a Zülfikár lakomáját, illetve Szentkereszty Tivadar a fojtogató torz vízi embert, a mérnök lelkét, a mélyutkai ördögöt és a mélyutkai gazdatisztet. Magyar Zoltán és Varga Norbert gyűjtéseiből a technikai vívmányokat (autó, telefon, televízió) illető "jövendölések" is ismertek a faluból, mint az eszkatologikus  hagyományok részei. Ezek pontos eredete (kora) azonban nem tisztázott. A helynevek (Herban-tó, Attak erdő) török kori népi magyarázatát Pesty Frigyes "kérdőíves" gyűjtése őrizte meg. A faluban a pásztorok Karácsony böjtjén járták körbe a falut. S más karácsonyi (étkezési) szokások is fennmaradtak. A karácsonyi diódobás szokása itt is ismert. Vízkereszt utáni második vasárnap a kánai menyegző felelevenítése is ismert a faluban. Egykor ezt is dudaszó, esetleg harmonika kisérte. Húsvéti szokásaik is részben ismertek. Népviseletét babákon is megörökítették. Gyermekjátékainak tájneveit Szinkovich Jenő gyűjtötte a 20. század elején.
A falu és Nyitra vidéke híres bortermelő vidék. A pozsonyi fehér szőlőfajtát czétényinek is nevezték. 1605-ben például a bajmóci Thurzó uradalomnak szállítottak bort. Ennek történetét az újkori számadásokból is nyomon lehet követni. Nagycétényben is vezettek legalább a 19. század elejétől kezdve hegykönyvet, amely értékes forrása a szőlőműveléssel kapcsolatos történeti hagyományoknak és jogszokásoknak. Az ahai szekeres jobbágyok a szüret előtt kötelesek voltak Párkányból Nagycéténybe szállítani az üres hordókat, illetve az uraság vörösborát. A szőlőműveléssel kapcsolatos tárgyi kultúra emlékei Nyitrán a Mezőgazdasági Múzeum, illetve a Néprajzi Múzeum gyűjteményeiben találhatóak. A 19. században a helyi bort osztrák területekre is kínálták. Régen jó minőségű dohányt is termesztettek a faluban.
A második világháború után, az 1970-es évek elején létesült menyecskekórus alakult át hagyományőrző csoporttá. Ők ápolták a falu hagyományait, néptáncot és népdalokat adtak elő. 1974-ben járási első helyet szerzett a színjátszócsoport. A Kadarka férfikórus mellett Kútyika Női Éneklőcsoport is működik a faluban. 2007-ben itt is prózai népköltészeti anyagot gyűjtöttek. Énekesei közül 2016-ban Presinszkyné Szőke Mónika szerzett kiváló minősítést Egerben.
A falu többek között a Magyar Néprajzi Atlasz és a Szlovákia néprajzi atlasza (Etnografický atlas Slovenska) egyik kutatópontja.

## Nevezetességei

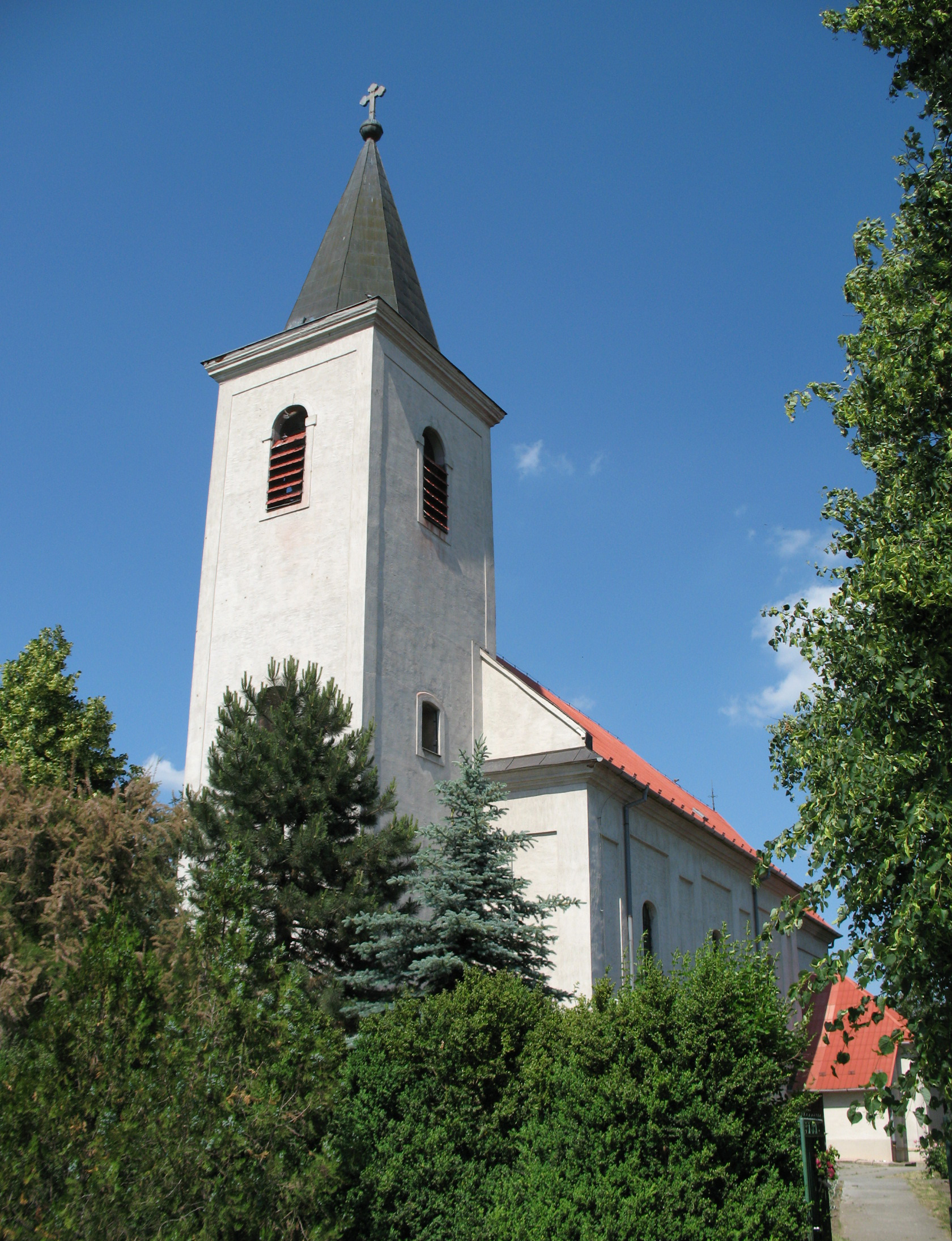
Sarlós Boldogasszony-temploma
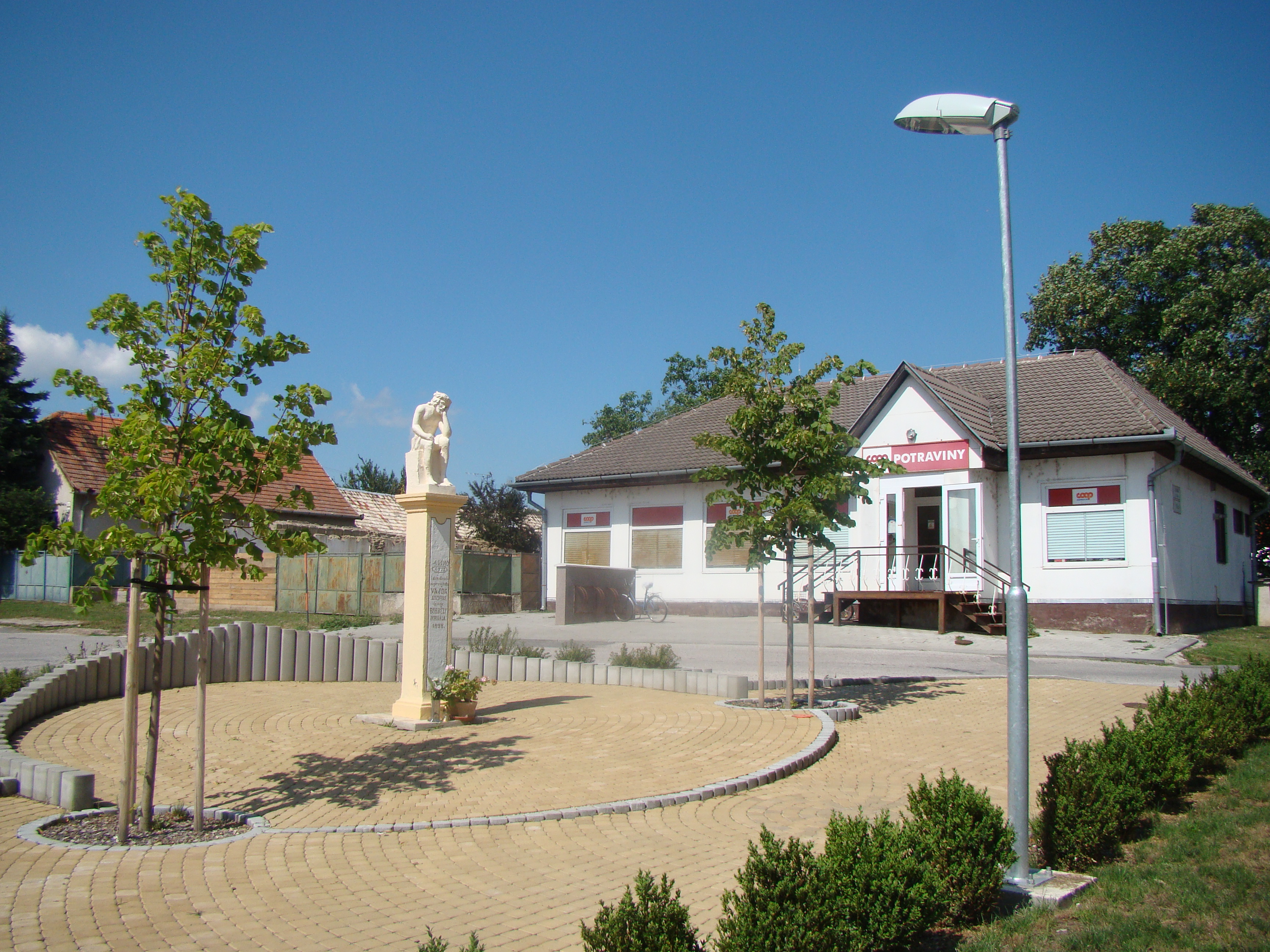
Krisztus szobor 1777-ből
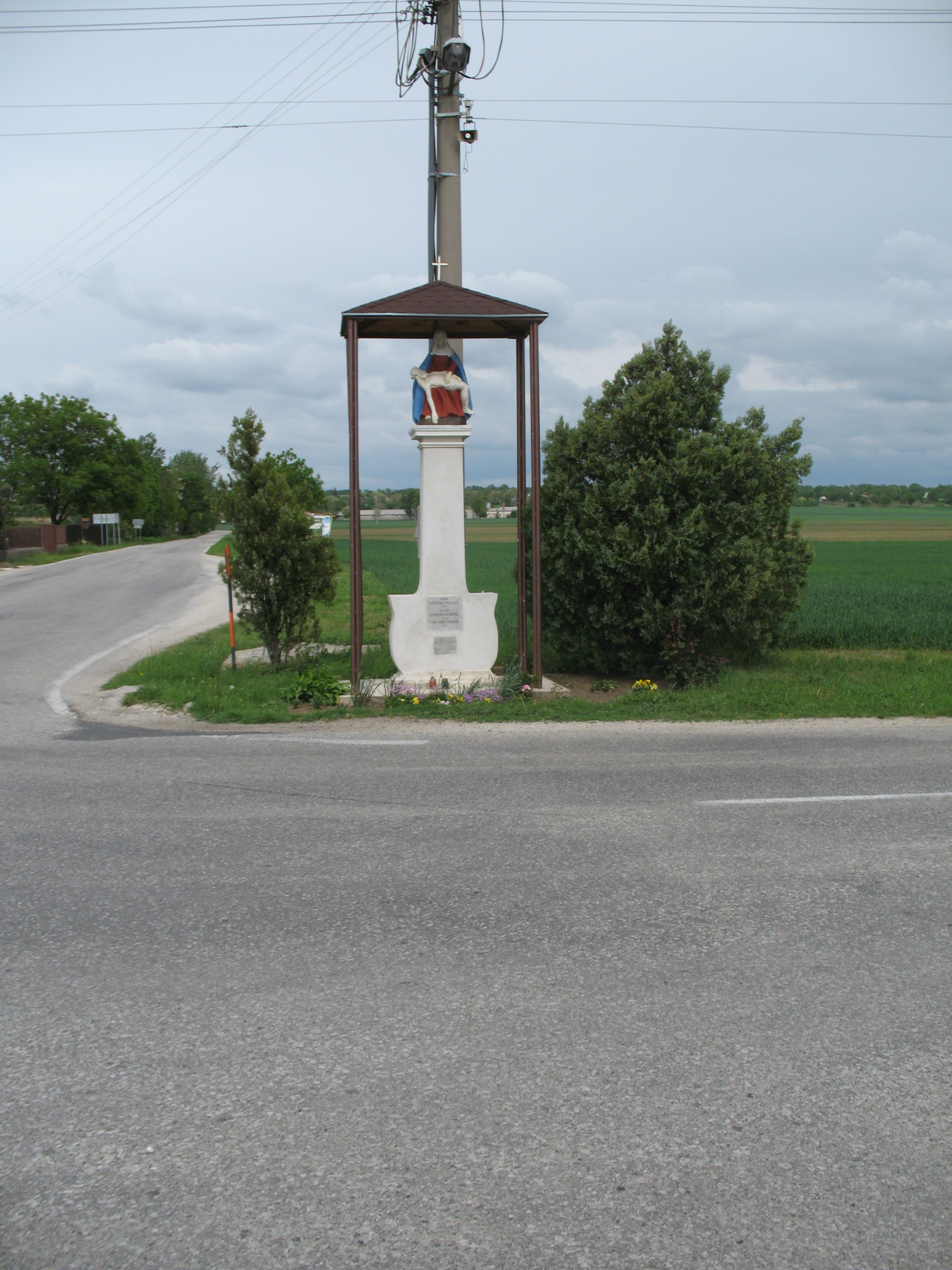
Pieta a Nemespannra vezető útkereszteződésben
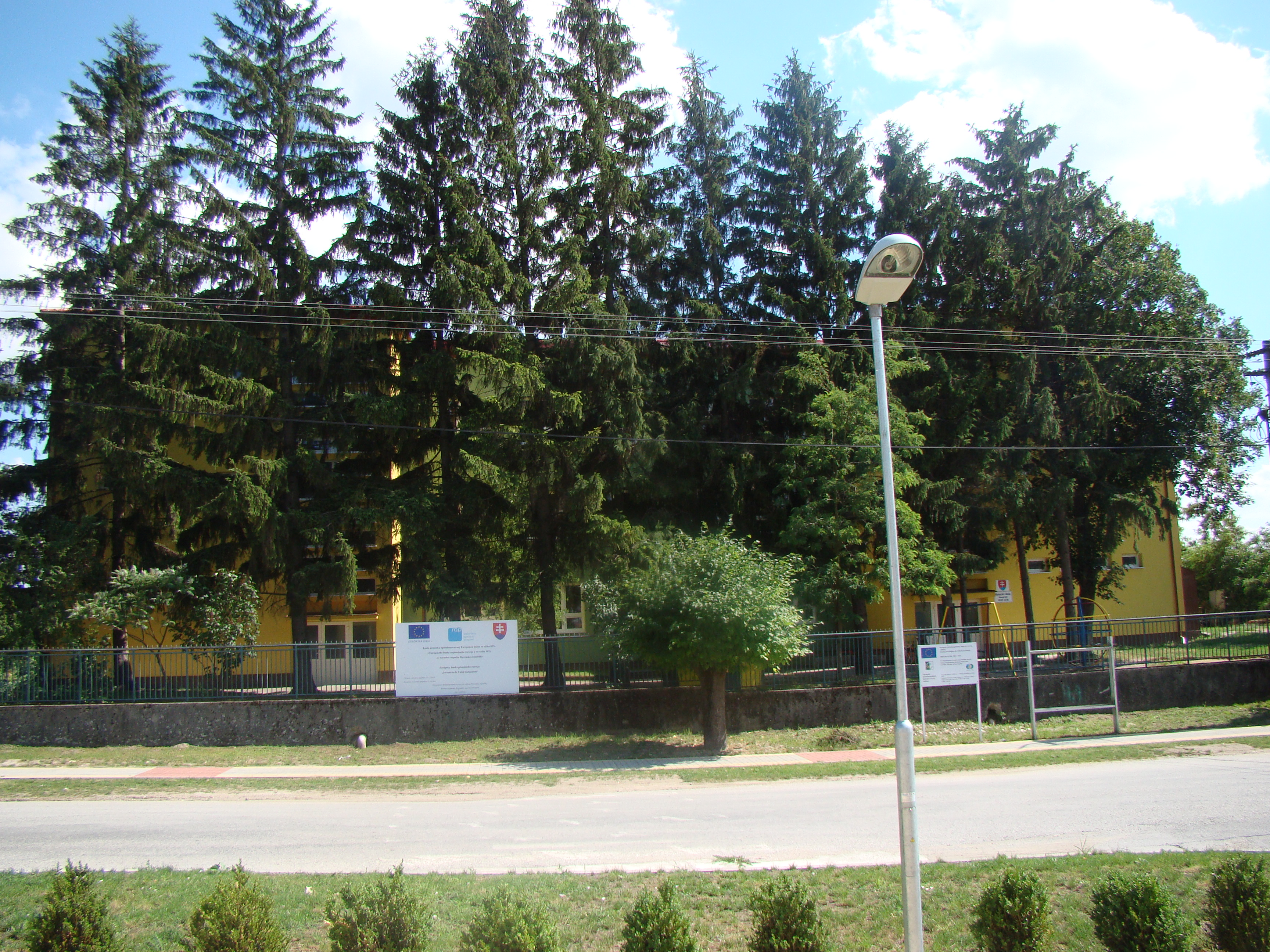
A nagycétényi magyar alapiskola épülete
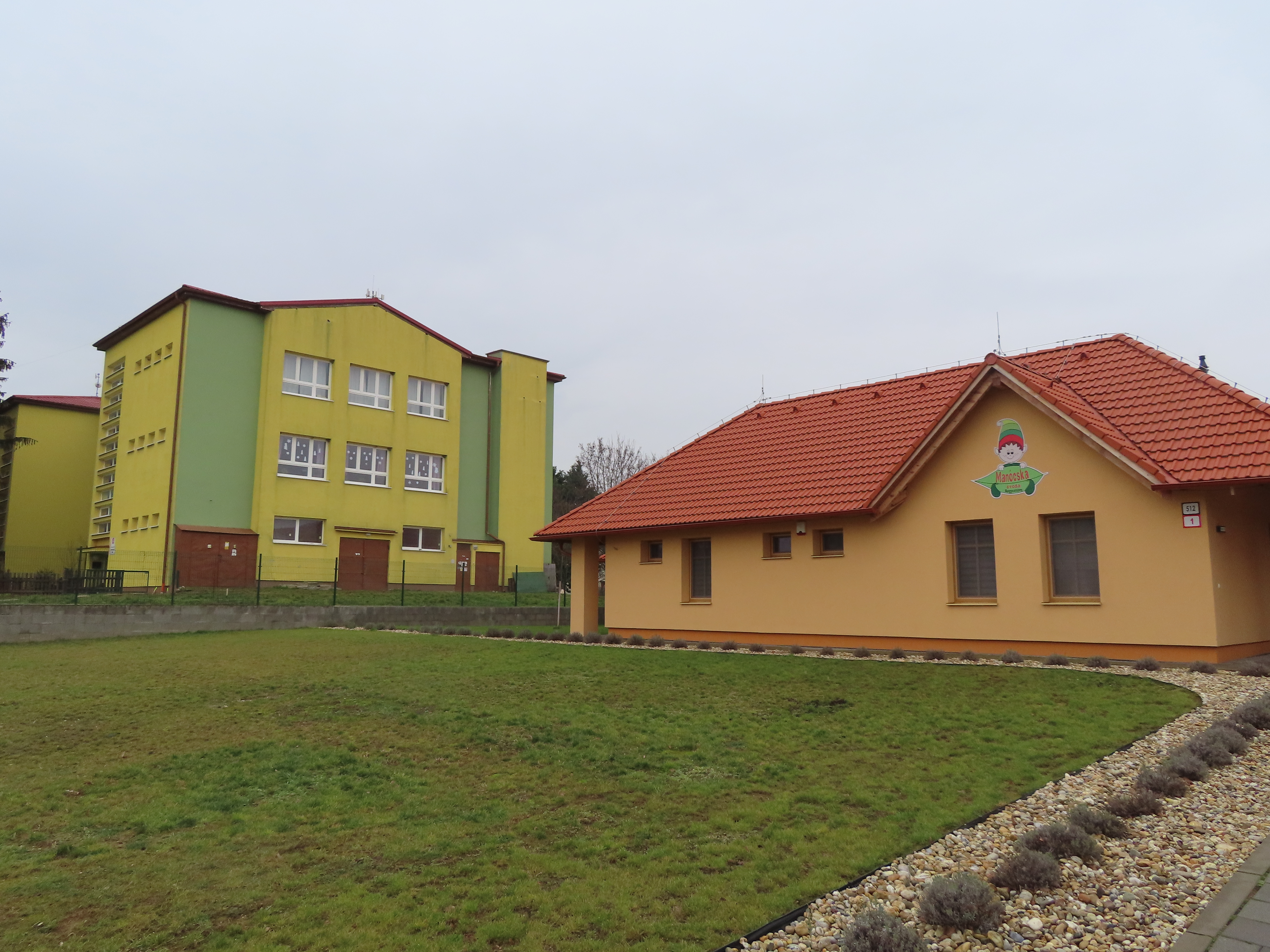
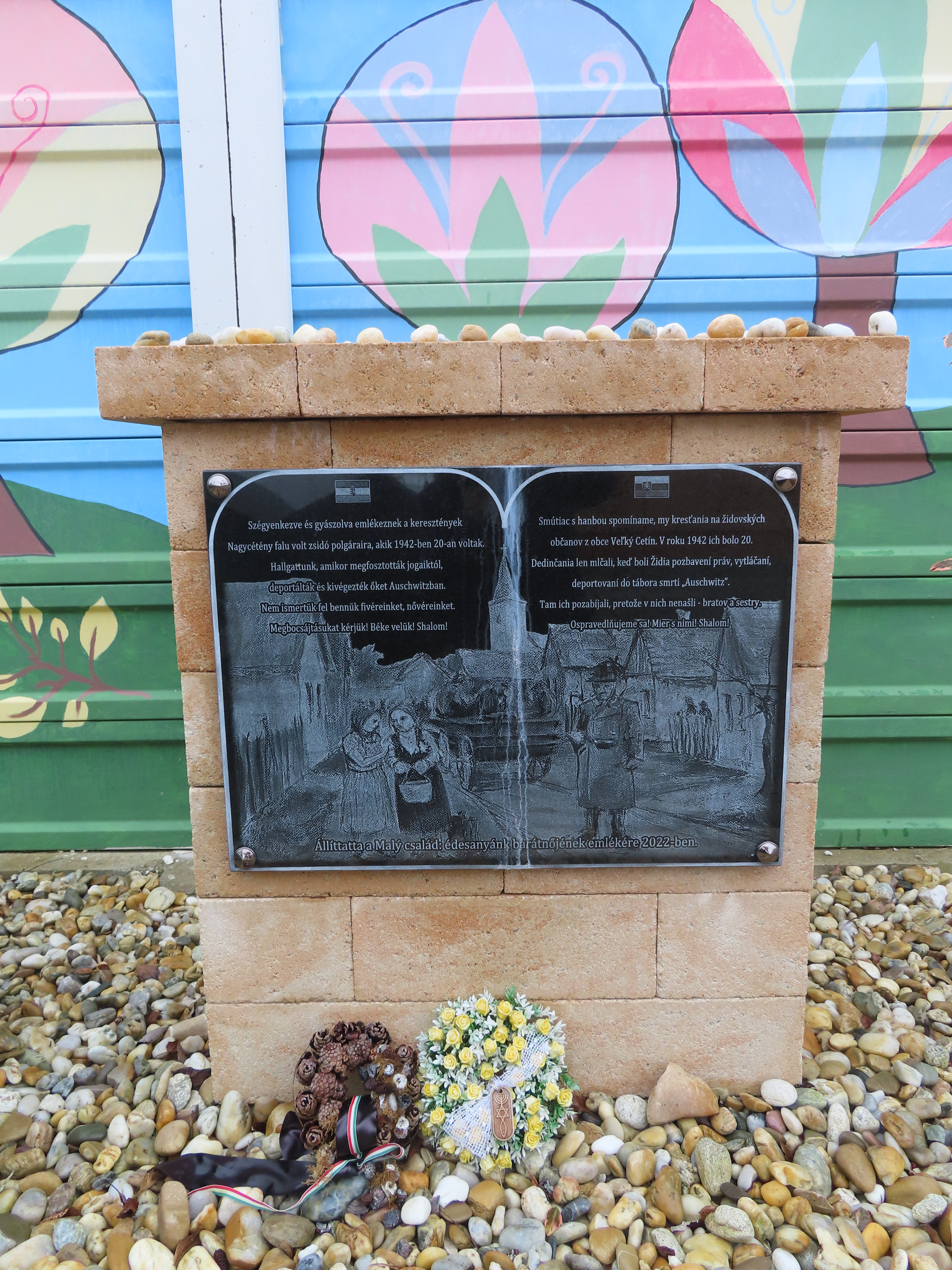
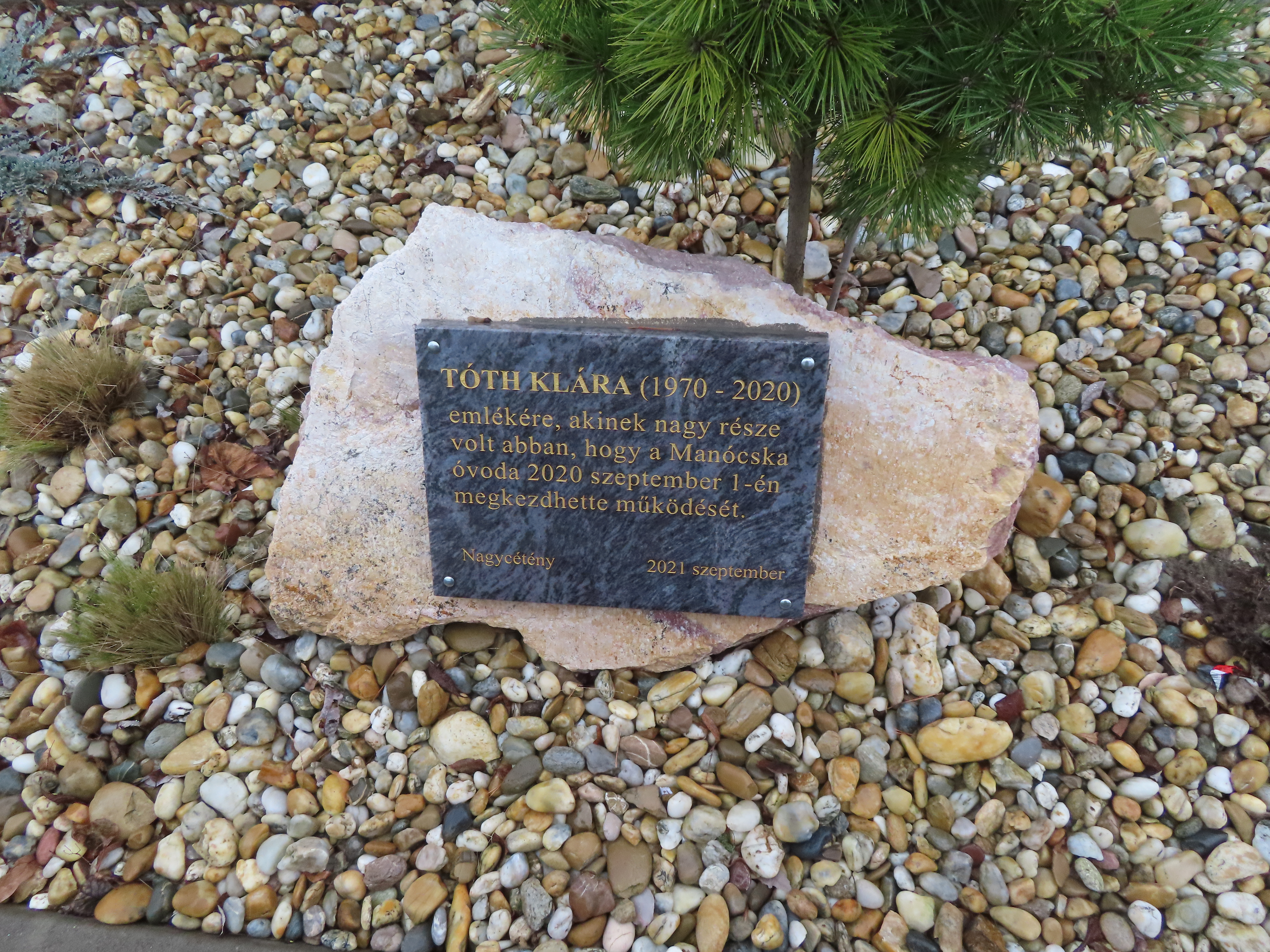

- Templomának előzménye még az Árpád-korban épülhetett. 1692-ben átépítették,[223] 1776-ban bővítették.[224] A plébánia könyvtárából a 18. században a Nagyváradi Székeskáptalan könyvtárába is került át könyv.[225] Az orgona az érsekújvári Tatinger gyárból került ide.[226]
- Későbarokk Szent Orbán kápolnája 1766-ban épült. 1905-ben, 1937-ben és 1972-ben újították fel. Felmérésük 1959-ben történt meg.[227]
- Ún. Bús Krisztus (Vir Dolorum) szobra 1772-ből[228]
- Az ún. Hármas Mária festett barokk szobra a Sasvári Boldogasszony kultuszából, tiszteletéből ered.[229]
- Itt működik Zoboralja legnagyobb magyar általános iskolája, 2005-ben 156, 2012-ben már csak 71 tanulója volt, de még így is a legnagyobb a környék (Nyitrai járás) magyar iskolái között és fontos megtartó (fékező) erő a szórványban.[230]

## Neves személyek

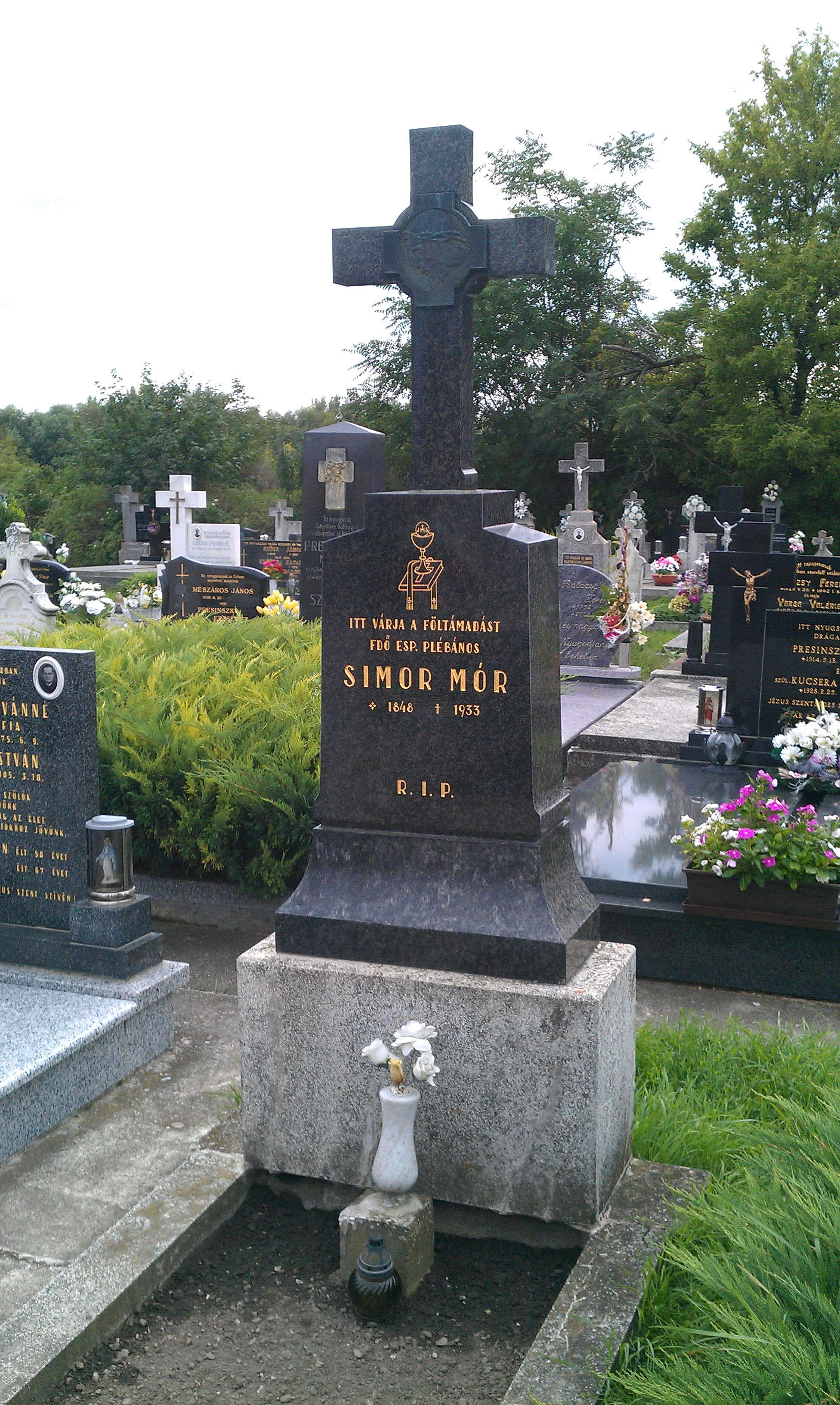
Simor Mór esperes-plébános sírja
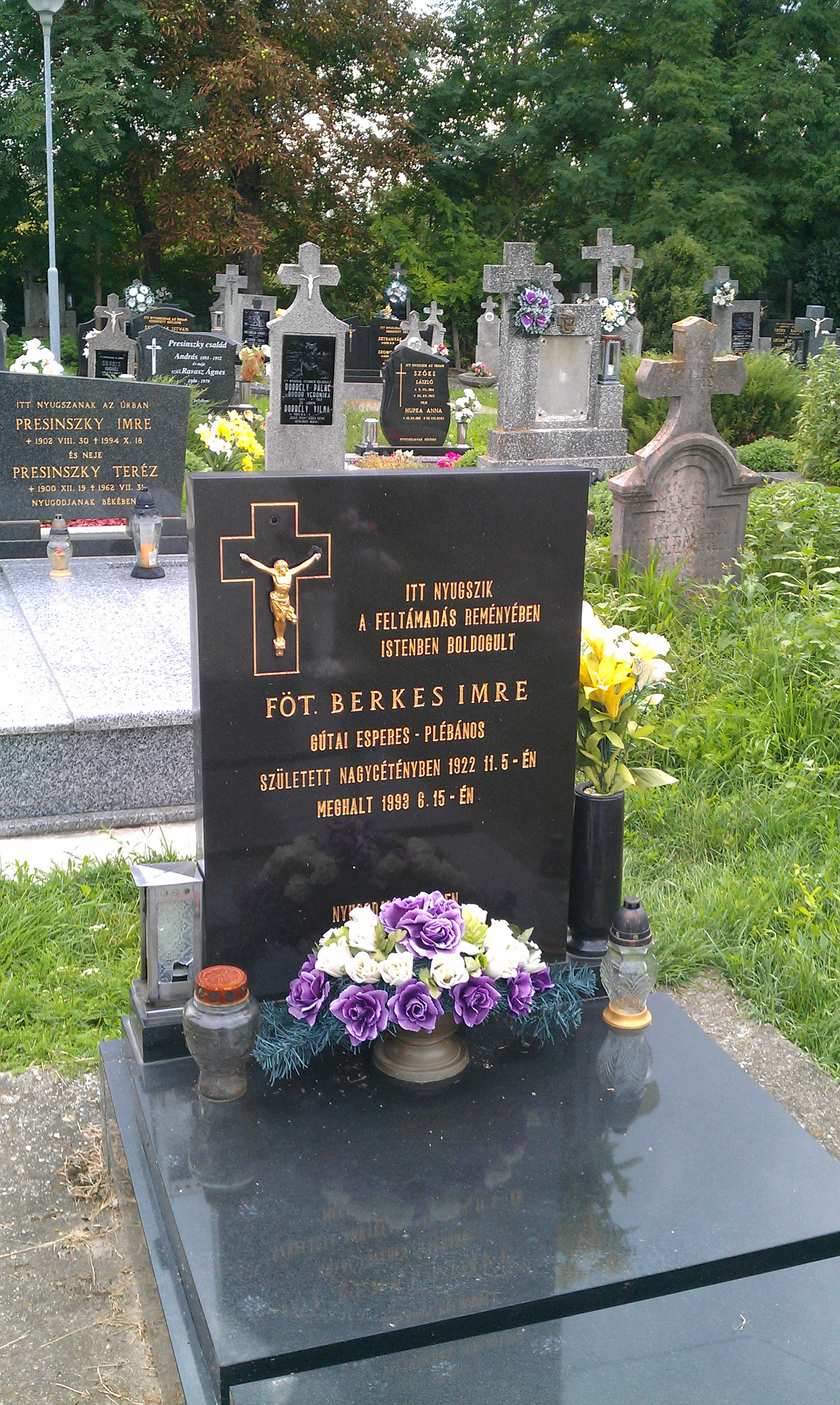
Berkes Imre esperes-plébános sírja
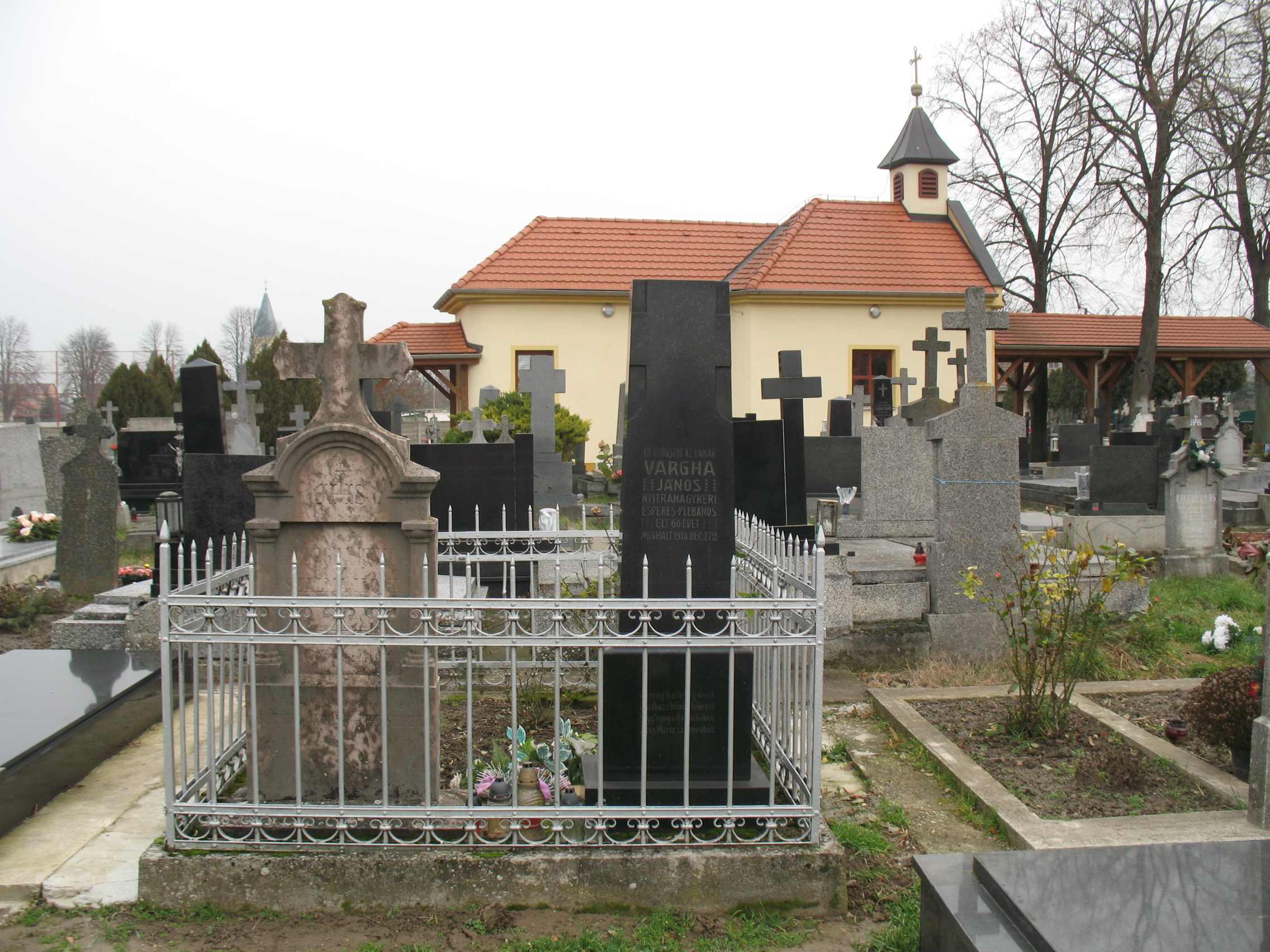
Vargha János sírja Nagykéren

- Innen származott Holló Imre (?-1782) piarista szerzetes pap, tanár. 1753-1754-ben a Nyitrai Gimnázium tanára.[231] 1773-1775 között a Tatai Gimnázium igazgatója. Kistelek első templomának építtetője; az eredeti templom oltára alatt nyugodott.[232]
- Itt született 1866-ban Horváth Nepomuk Zsigmond bencés szerzetes.[233]
- Itt született 1878-ban Winter Emánuel körállatorvos.[234]
- Itt született 1885-ben Jankovich Ferenc gimnáziumi igazgató.[235]
- Itt született 1890-ben Vajda János kanonok, esperes.[236]
- Itt született 1890-ben Zsilinszky Győző erdőmérnök.
- Itt született 1891-ben Frommer Fülöp érsekújvári orvos.[237] A nyitrai piaristáknál tanult 1901-1909 között. Vívásban vett részt, a gyorsírókör könyvtárosa volt és ott érettségizett. Anyja Simkó Jeanette volt. Az első világháborúban valószínűleg a 44. gyalogezred tartalékos egészségügyi hadnagya volt.[238] Az első bécsi döntést követően 1939-ben mint magánorvost igazolóbizottság elé rendelték.[239] Az érsekújvári 17-sek tartalékos segédorvosa volt.[240] 1940-től a Magyar Fogorvosok Országos Egyesületének tagja.[241]
- Itt született 1902-ben Kántor József gyulai fül-orr-gégész főorvos.[242]
- Itt született 1908-ban Presinszky Ferenc plébános.[243]
- Itt született 1909-ben Bády Imre orvos,[244] a Stefánia Szövetség védőintézetének helyettes orvosa.[245]
- Itt született 1912. július 21-én Bády Ferenc (1912-1984) teológus, esztergomi kanonok, főiskolai rektor.[246]
- Itt született 1922. november 5-én Berkes Imre (1922-1993) gútai esperes.[247]
- Itt született 1939. december 10-én Presinszky Lajos (1939-2010) író, tanár.
- Itt született 1941. január 1-jén Motesíky Árpád felvidéki magyar vadászíró, újságíró.
- Itt született 1966-ban Kiss-Maly László plébános.[248]
- Innen származik Joe Borbély menedzser.[249]
- Itt hunyt el Endrődy Antal (1799-1848) plébános.
- Itt hunyt el 1926. január 6-án Kántor Elek kántortanító, iskolaigazgató, egyházi zenemű-szerző. Született Kiskéren, 1869. július 13-án. 1888-ban Léván szerzett képesítést. Előbb Nagykéren, Lőrincin, újra Nagykéren, majd Naszvadon tanított, végül Nagycétény igazgató kántortanítója lett.[250] Tűdővészben hunyt el.[251]
- Itt szolgált 1718-1739 között Becskereky István plébános.
- Itt szolgált 1741-1757 között Konkoly László plébános.[252]
- Itt szolgált mint adminisztrátor 1815-ben Németh György esztergomi kanonok, választott tribunici püspök, a hétszemélyes tábla elnöke, az Osztrák Császári Lipót-rend kiskeresztjének viselője, az Esztergomi bazilika építésének egyik vezetője.
- Itt szolgált mint káplán 1821-ben Kubicza György tábori lelkész, plébános.[253]
- Itt szolgált mint adminisztrátor 1848-ban Szabó Károly (1818-1888) plébános.[254]
- Itt szolgált 1849-től haláláig Balázsi Gergely szentszéki jegyző, esperes, plébános.
- Itt szolgált mint káplán 1957–1865 között Nagy Illuminát Antal ferences szerzetes, vikárius.
- Itt szolgált mint káplán 1865-től Novák Lajos pap, tanár, kanonok, egyházi író.
- Itt szolgált mint káplán 1869-től Ott Ádám (1843-1920) plébános.[255]
- Itt szolgált Vargha János esperes, plébános.[256]
- Itt szolgált mint káplán 1898–1907 között Druga László (1875–1952) pápai kamarás, esperes, nógrádmegyeri plébános, néprajzi gyűjtő.
- Itt szolgált mint káplán Andrisz Rezső (1902–1967) római katolikus esperes.
- Itt szolgált Bády Ferenc (1879–1957) jegyző.[257]
- Itt szolgált 1891–1933 között Simor Mór (1849–1933) nagycétényi plébános, esperes.
- Itt szolgált 1934–1944 között Várady Béla római katolikus plébános, a két világháború közötti Csehszlovákia közéleti szereplője.
- Itt szolgált a második világháború végén Felber Gyula teológus, kanonok, alezredes.
- Itt szolgált a második világháború után Szüllő Rezső (1912-1982) plébános.[258]
- Itt szolgált 1954–1957 között Zsilinszky Kázmér (1910-1985) bencés tanár, plébános.
- Itt szolgált 1976–1990 között Vladimír Filo rozsnyói püspök.[259]
- Itt szolgált 1990-től György Ferenc plébános.[260]
- Itt szolgált Elek Lajos (1921-2007) plébános.
- Itt szolgált Simunek Béla (1898-1964) kántor.
- Innét származik Motesiczky Gábor költő, tengerész.[261]
- Itt töltötte gyerekkorát Balogh Elemér magyar író, újságíró, dramaturg, a Magyar Érdemrend tisztikeresztjének (polgári tagozat) kitüntetettje.
- Itt töltötte gyerekkorát Borbély Alexandra magyar színésznő.
- Itt tanult Vaskovics Lajos nemzetgazdász, megyei hivatalnok, csehszlovák pénzügyminiszter helyettes.
- Itt tanult Bödör Csaba molekuláris biológus.

## Képtár

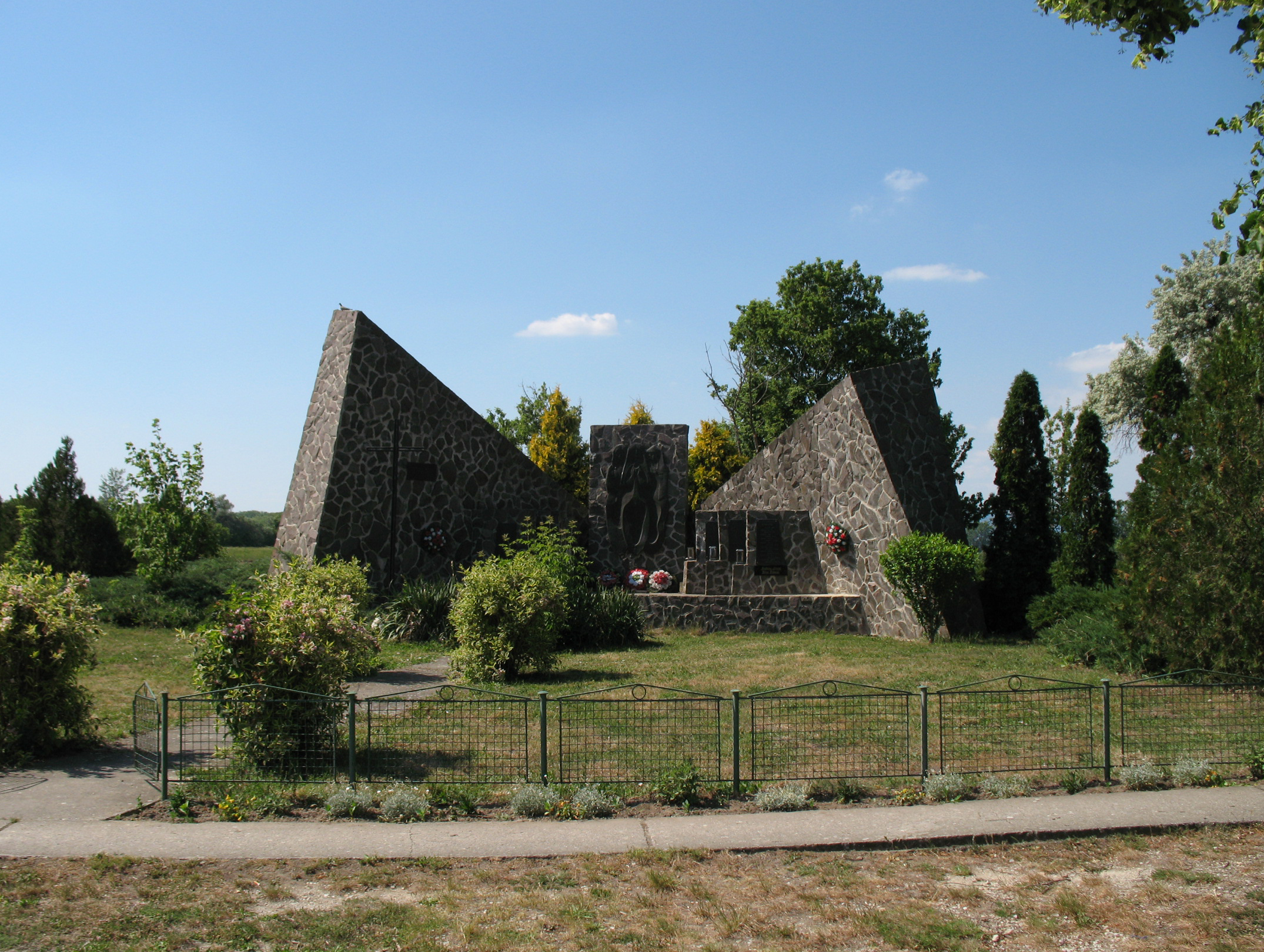
A világháborúban elesettek emlékműve (Nagy János)
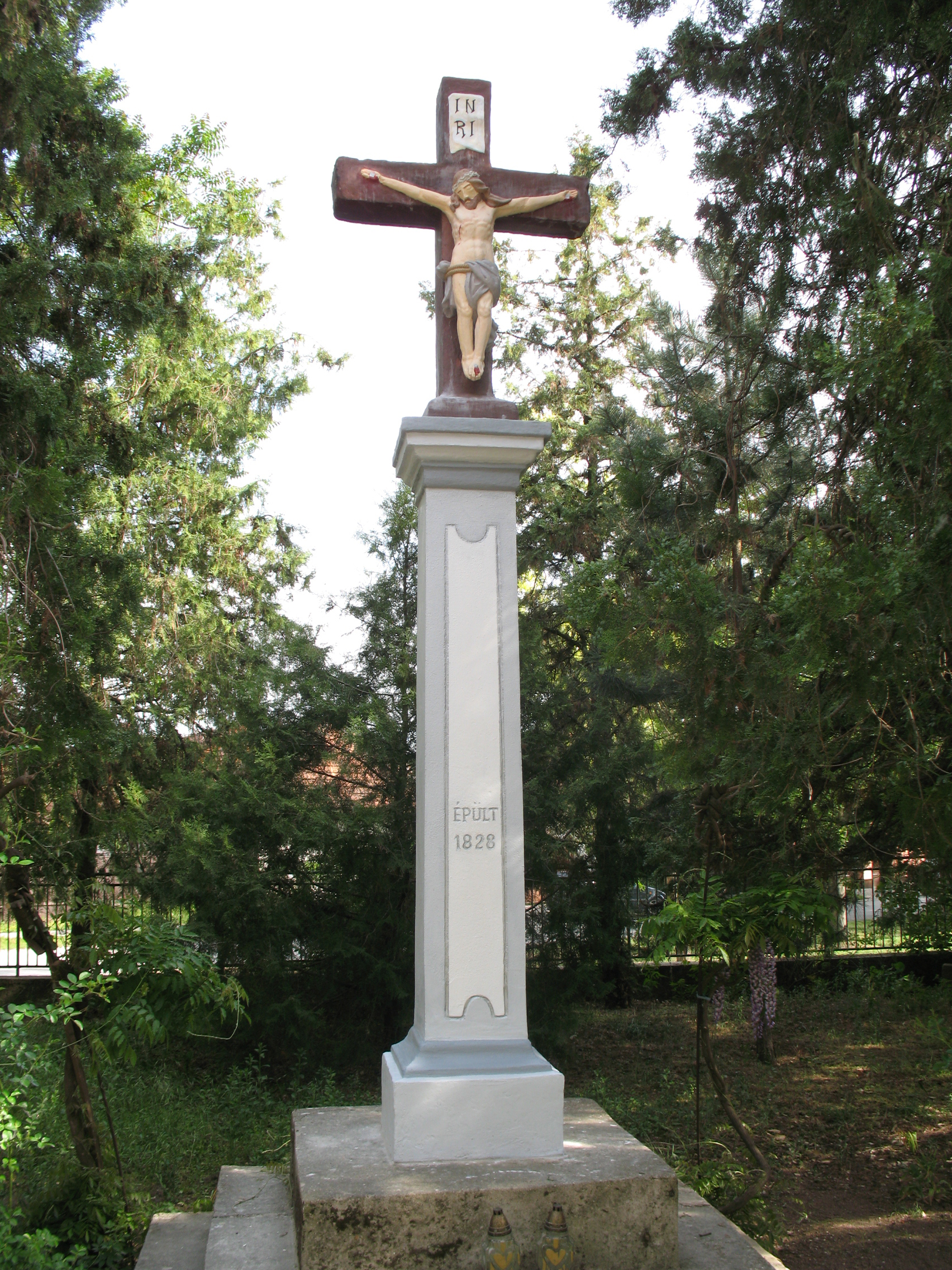
Kereszt 1828-ból
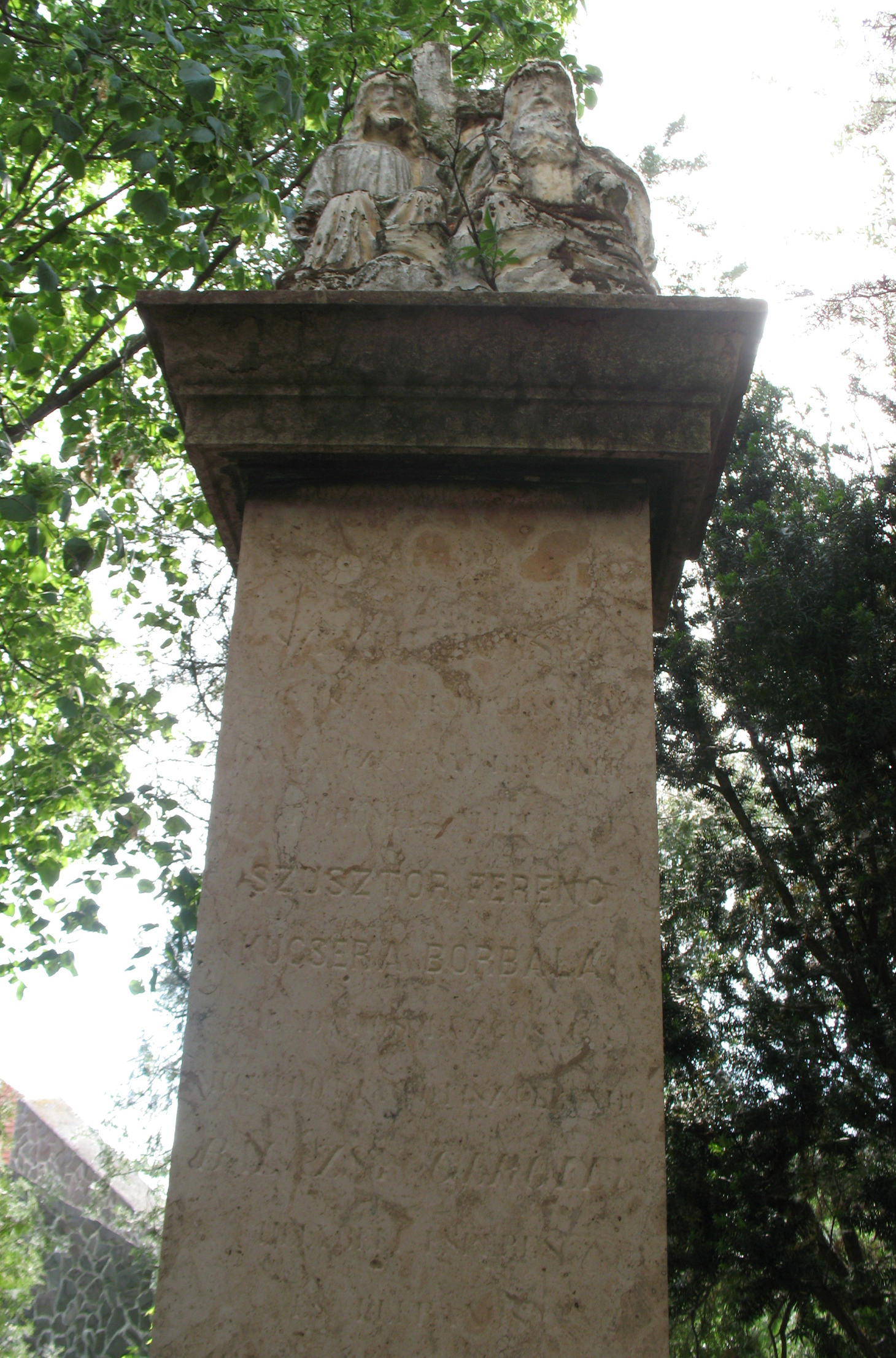
Szentháromság
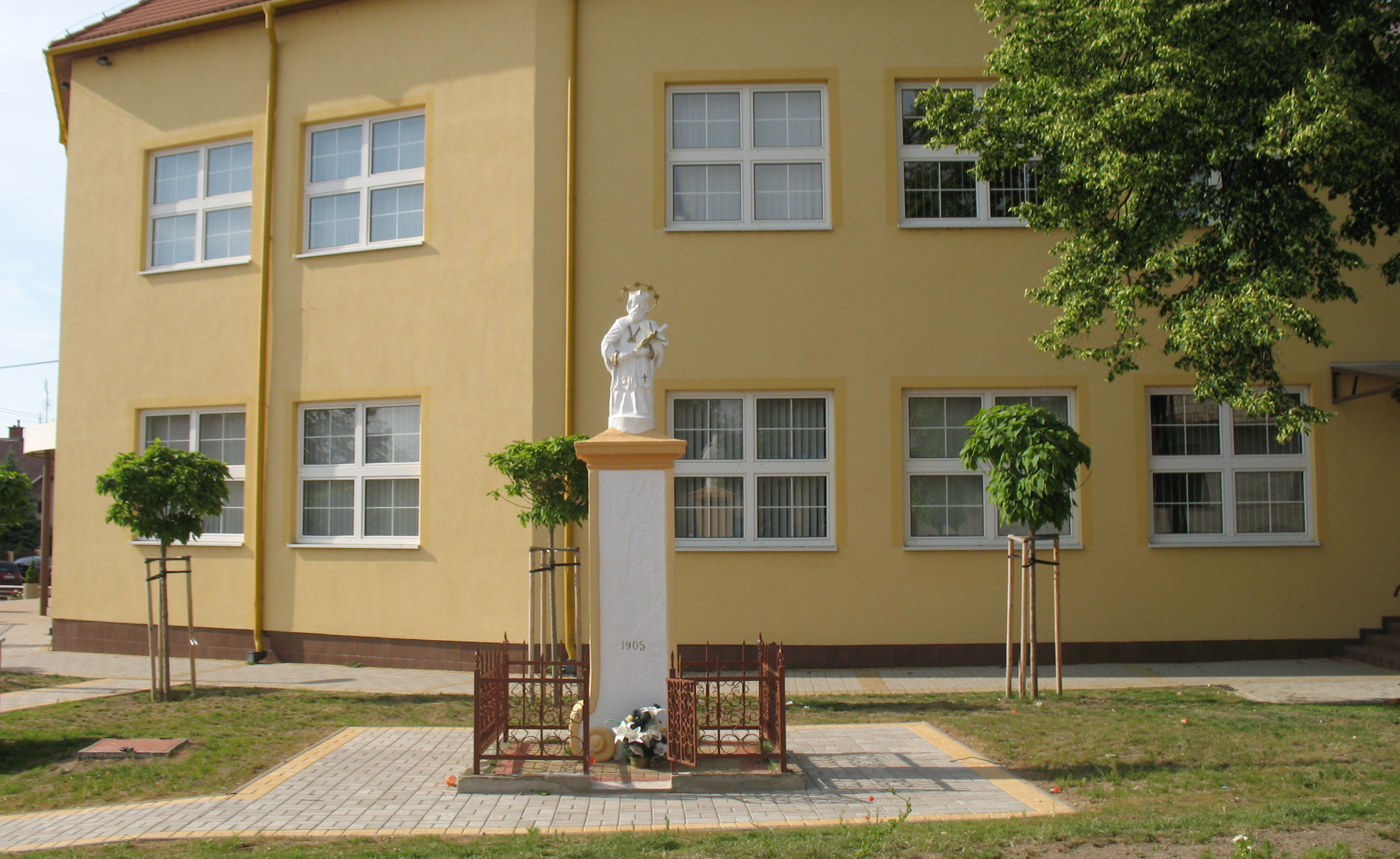
Nepomuki Szent János a községháza előtt
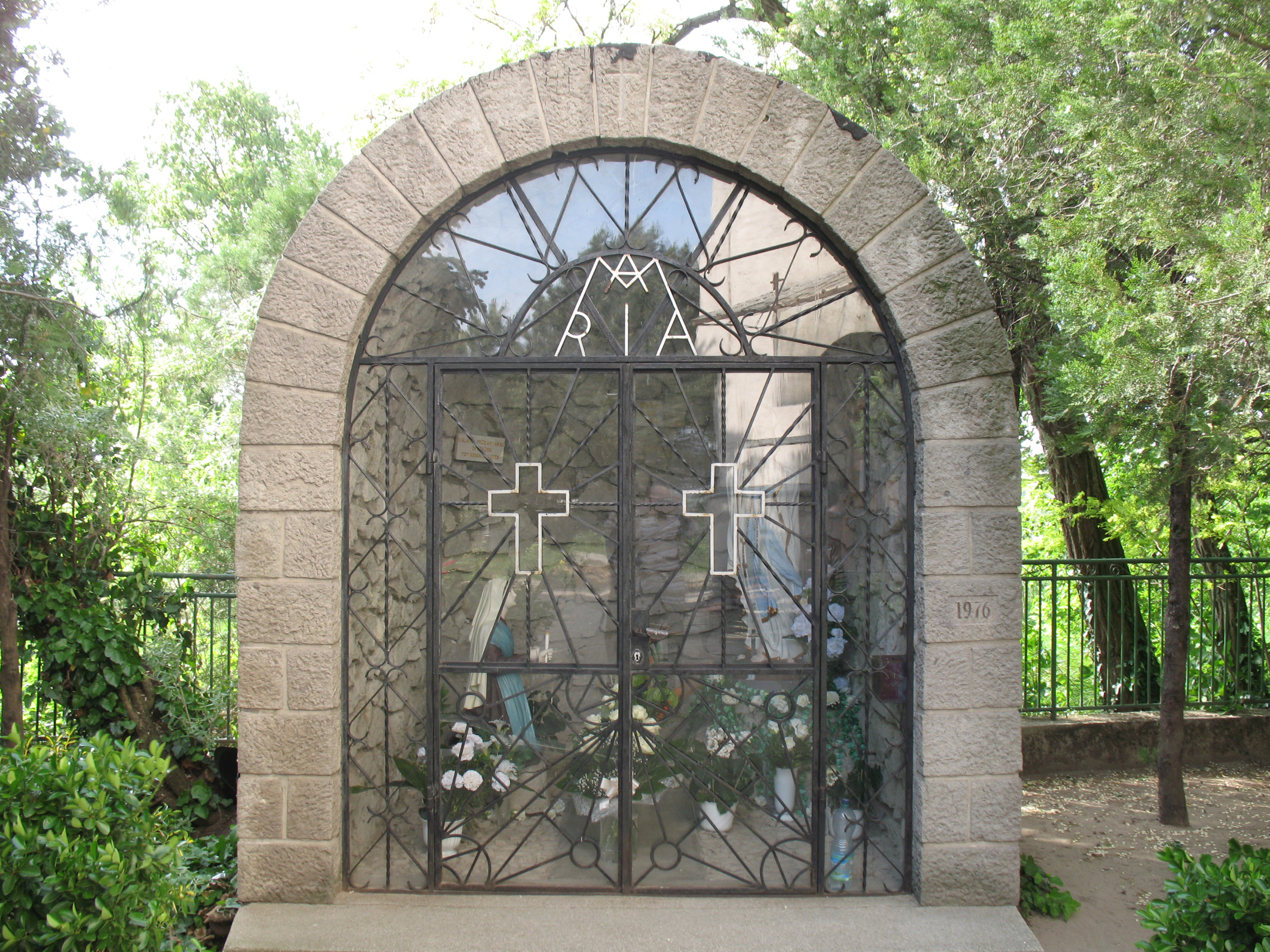
Lurdi barlang 1976-ból
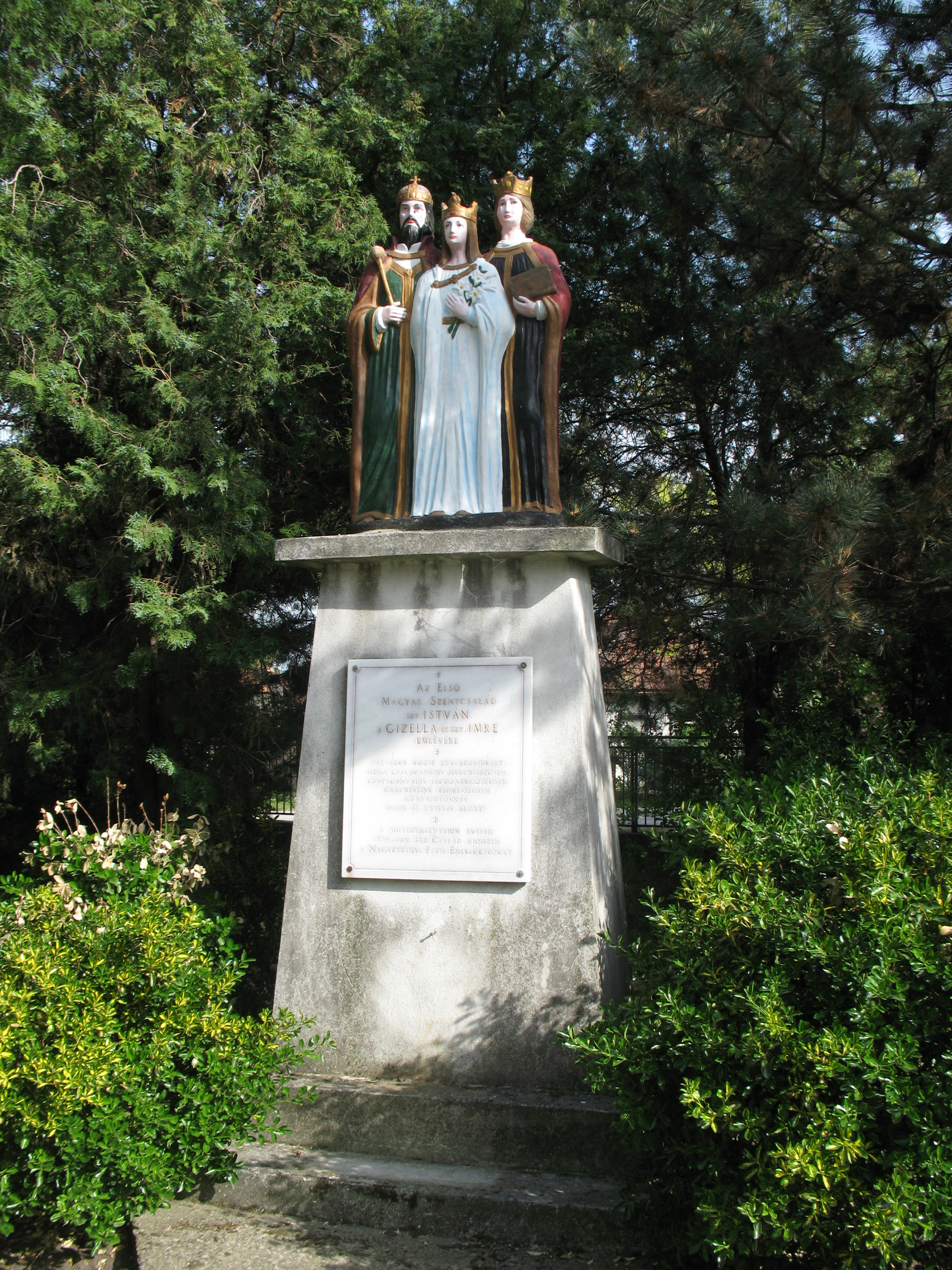
Szent Család 1996-ból
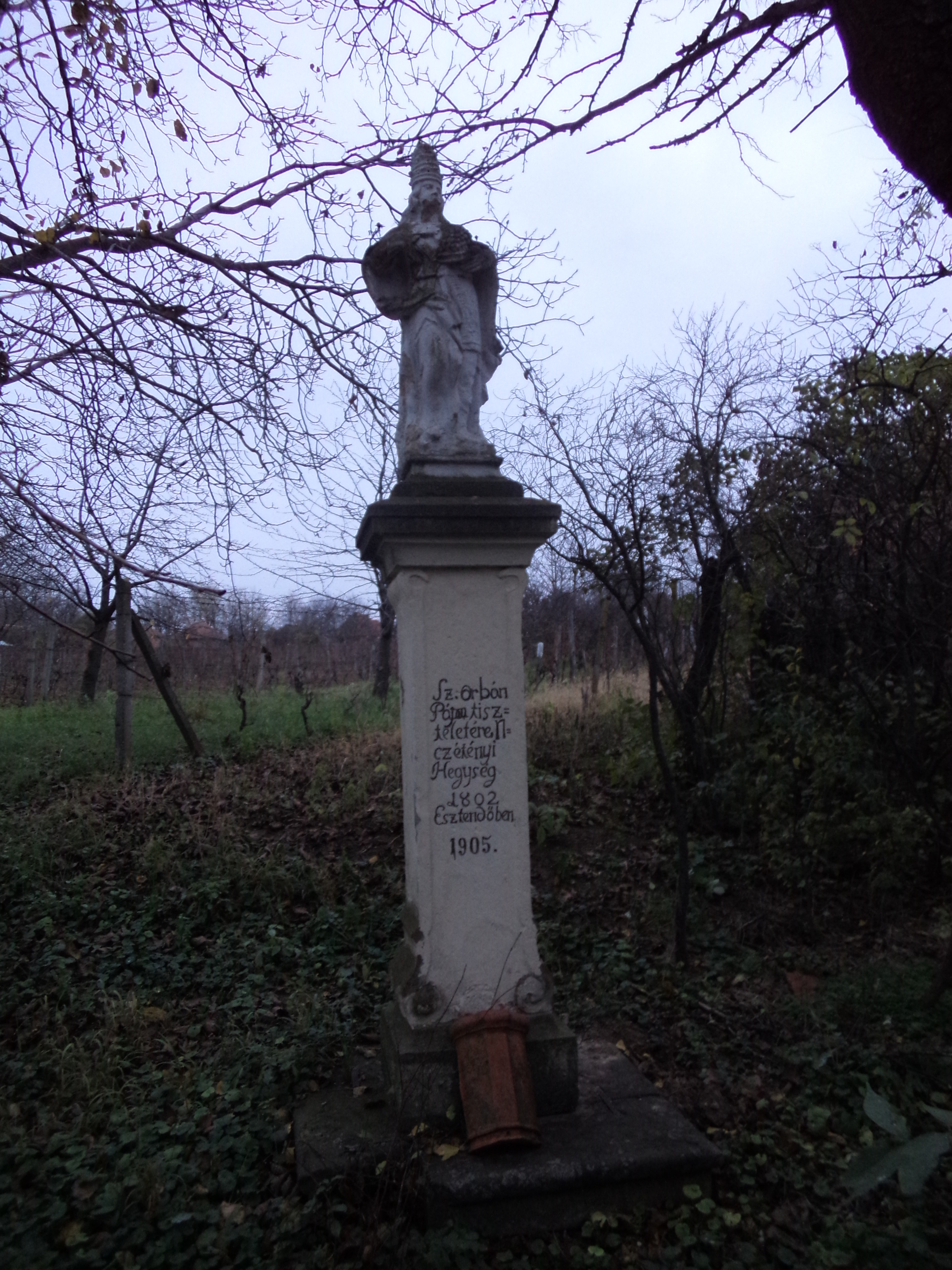
Szent Orbán a szőlőhegyen
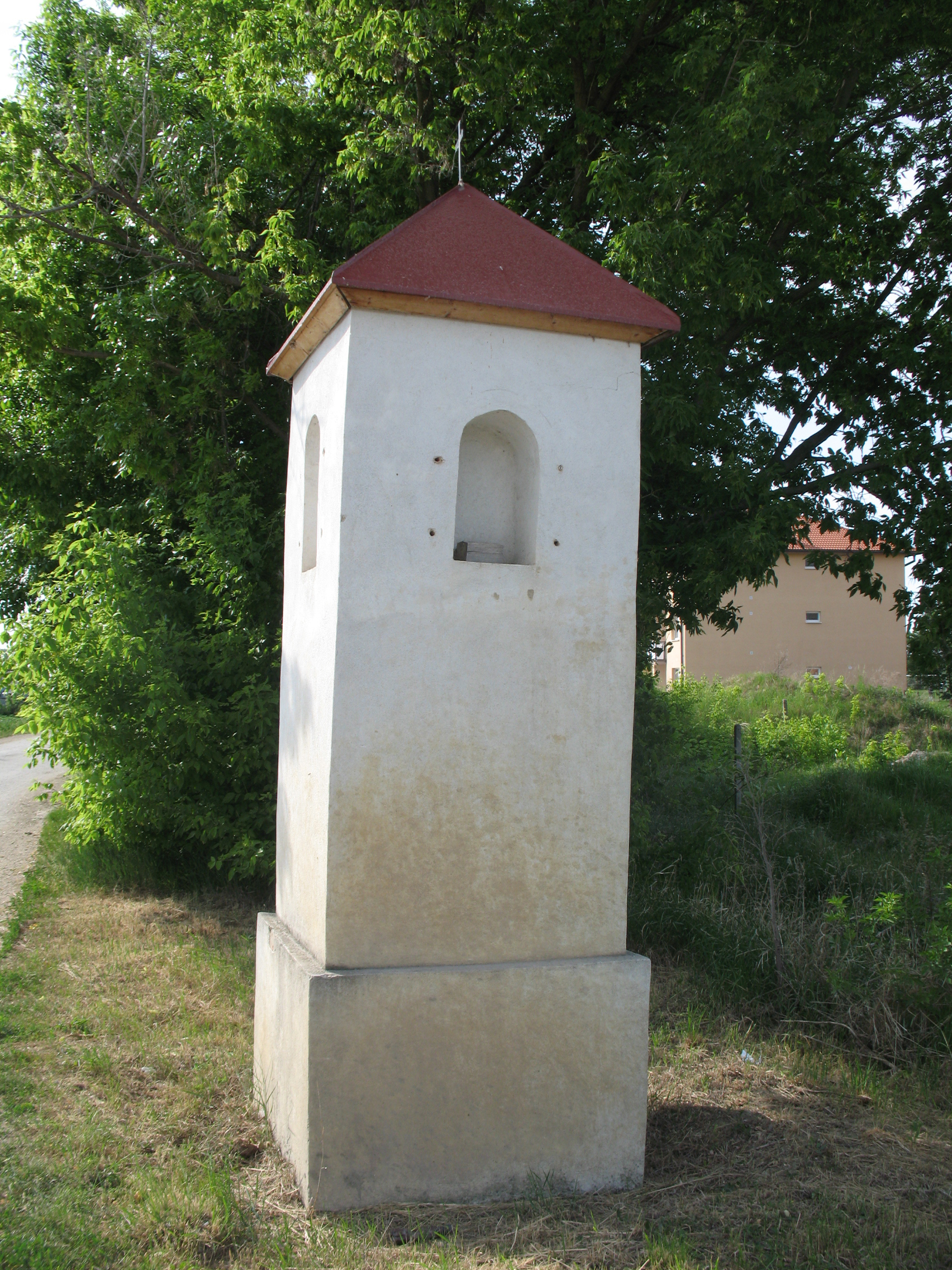
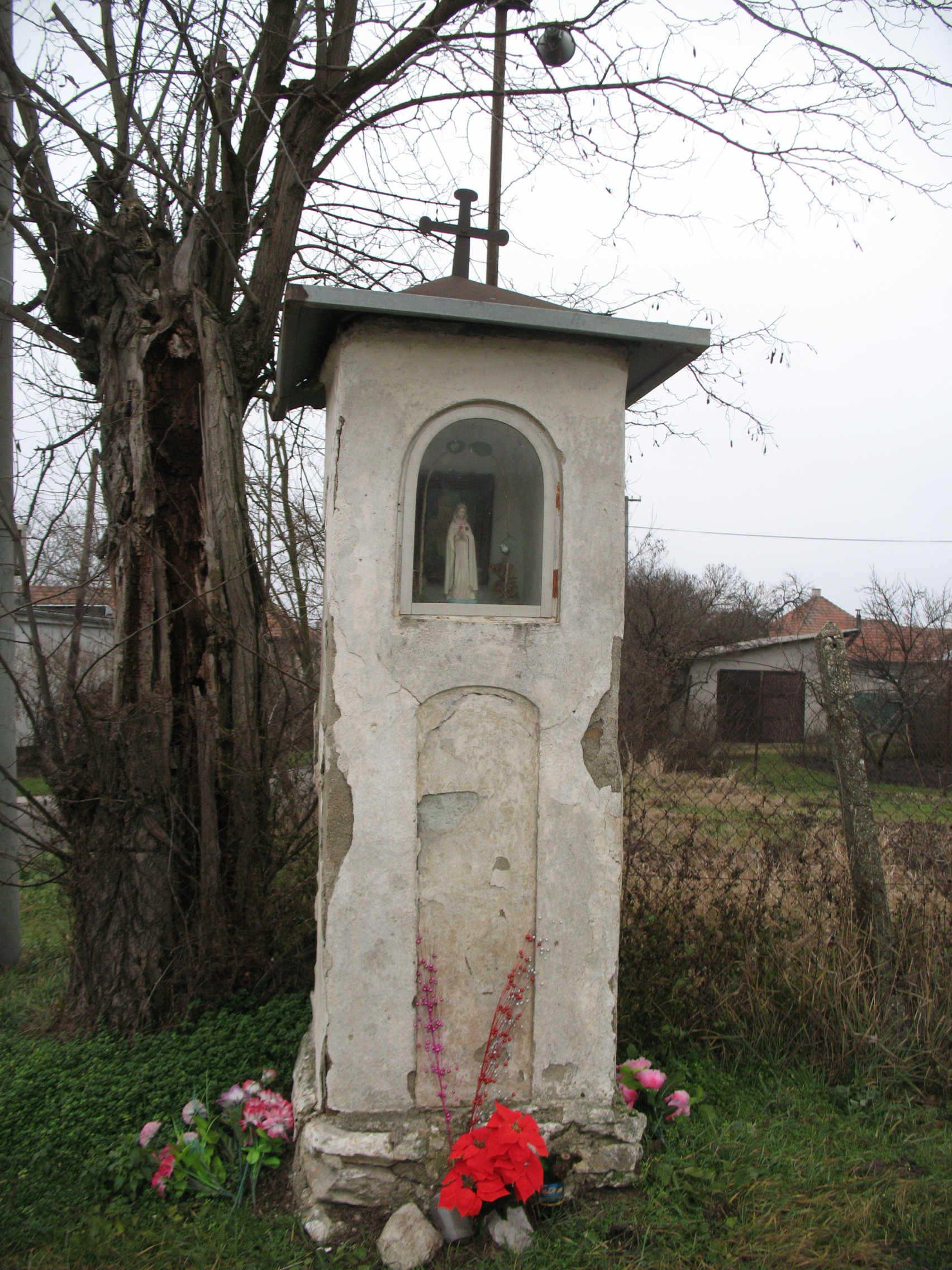
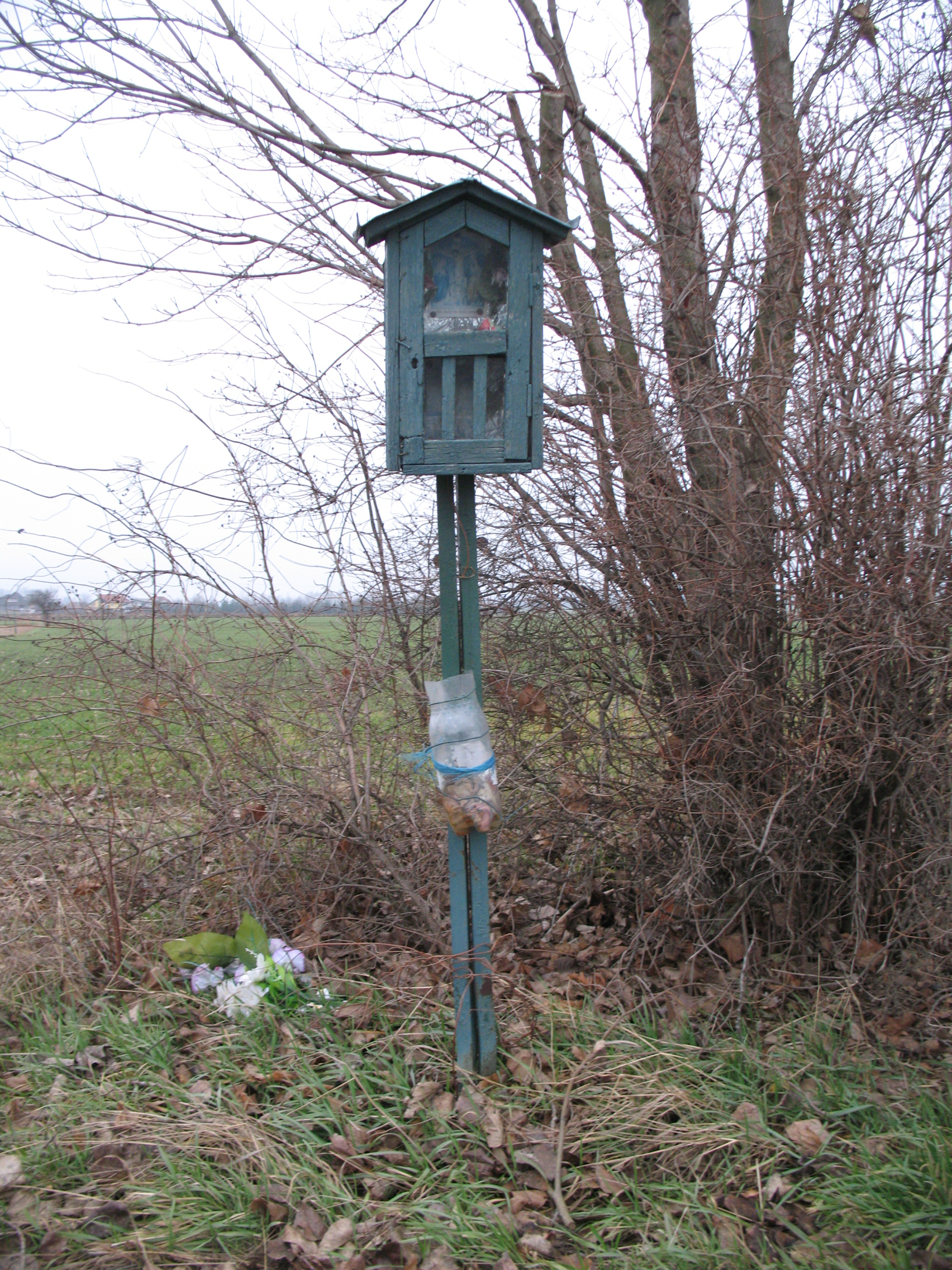
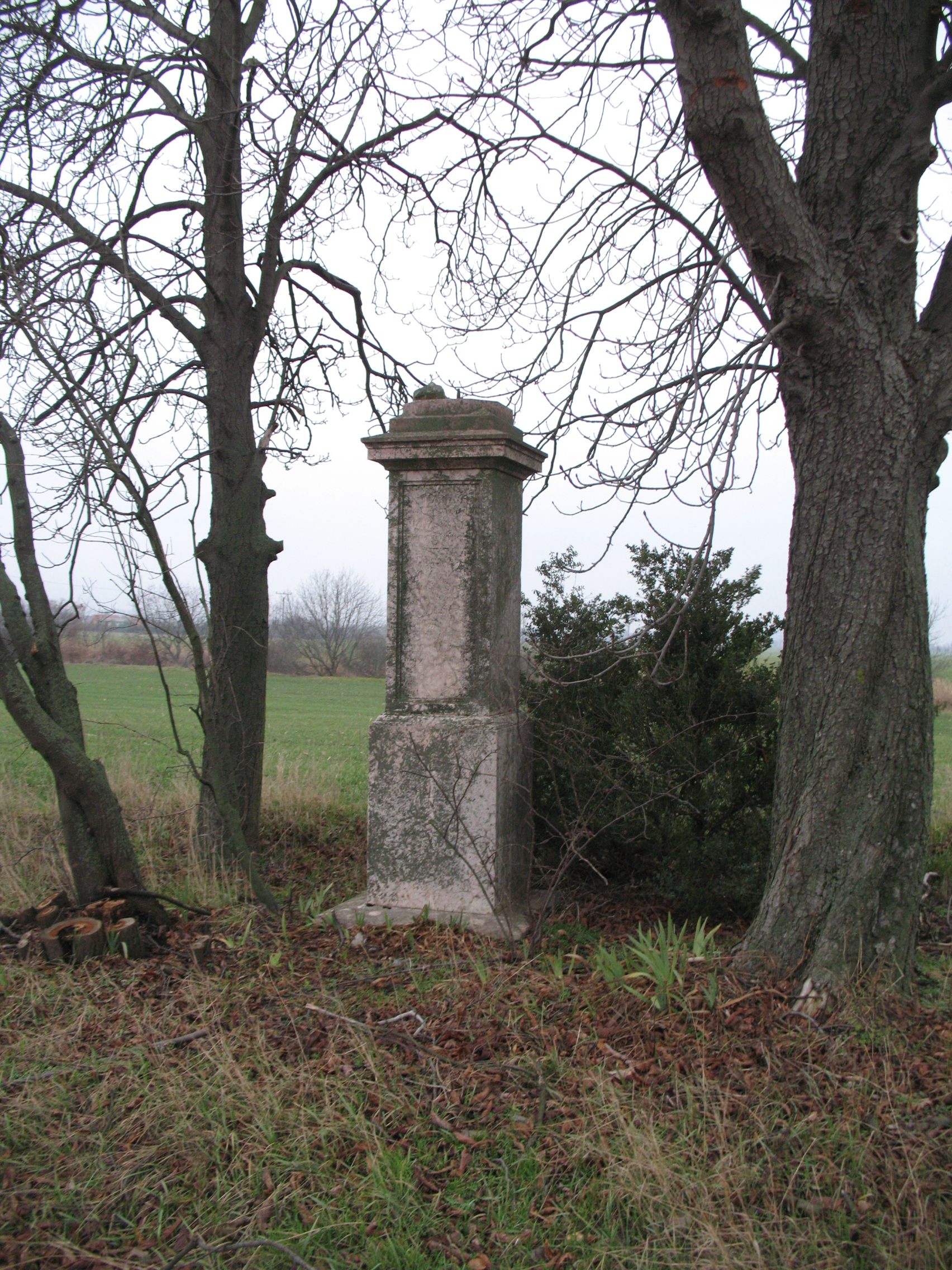
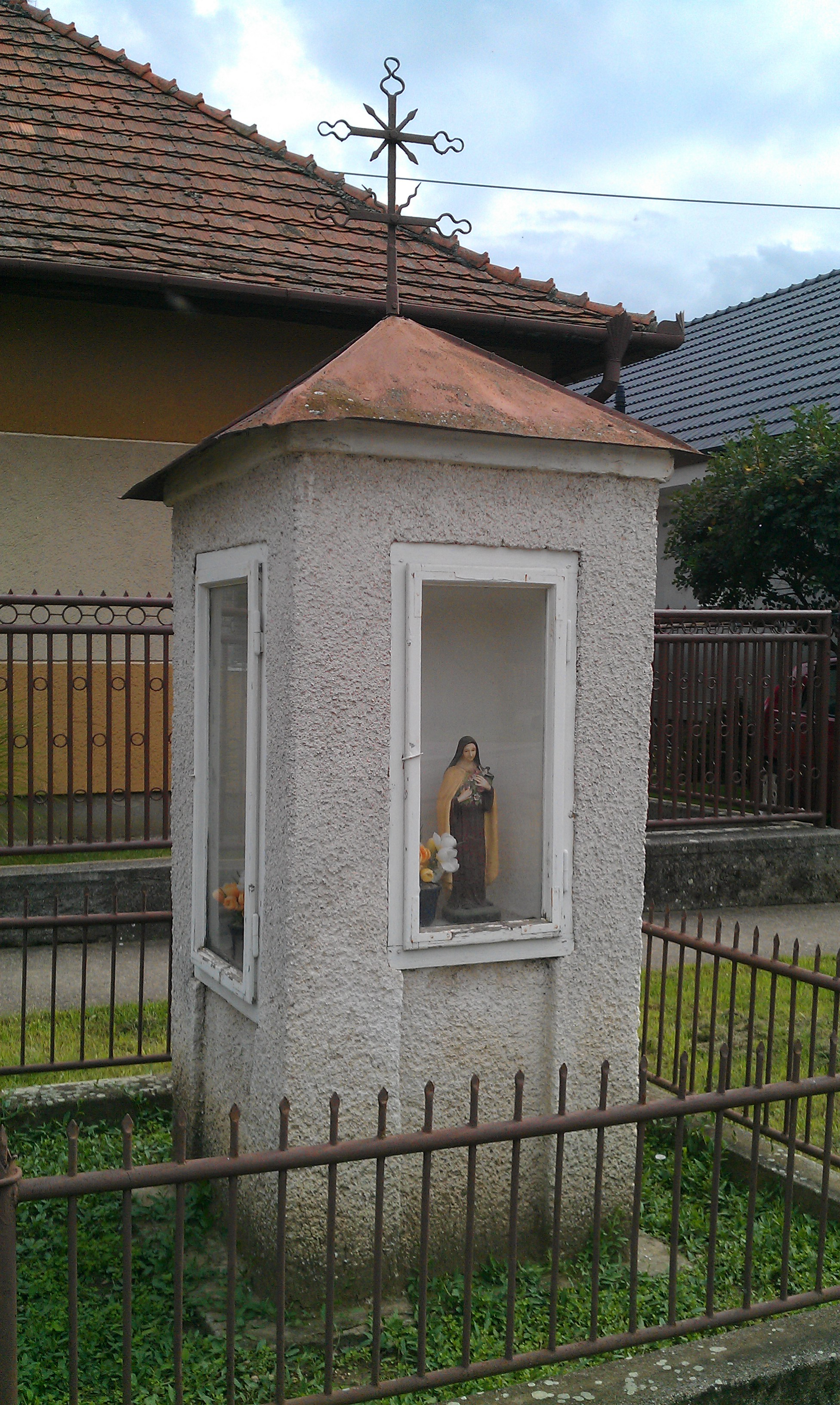
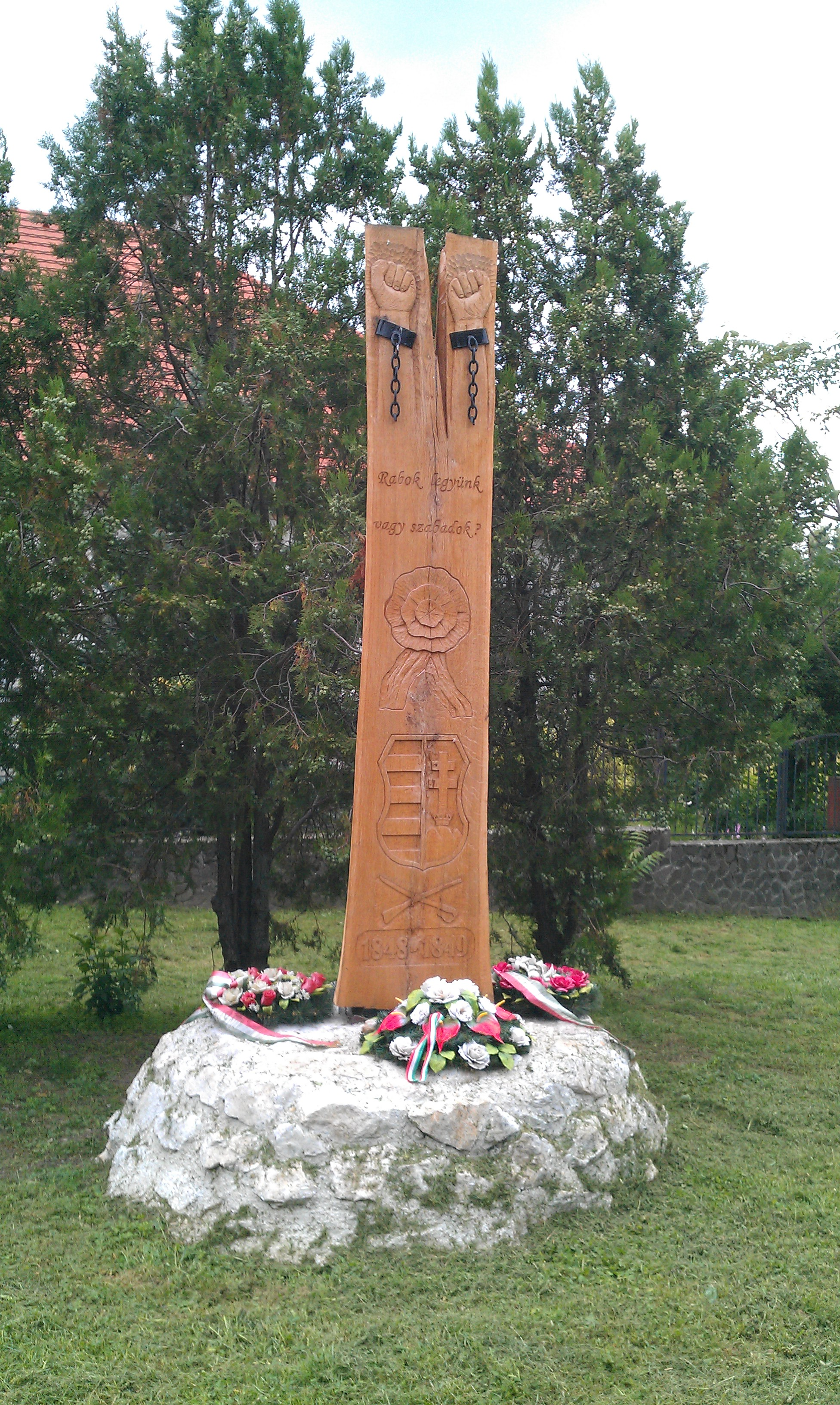
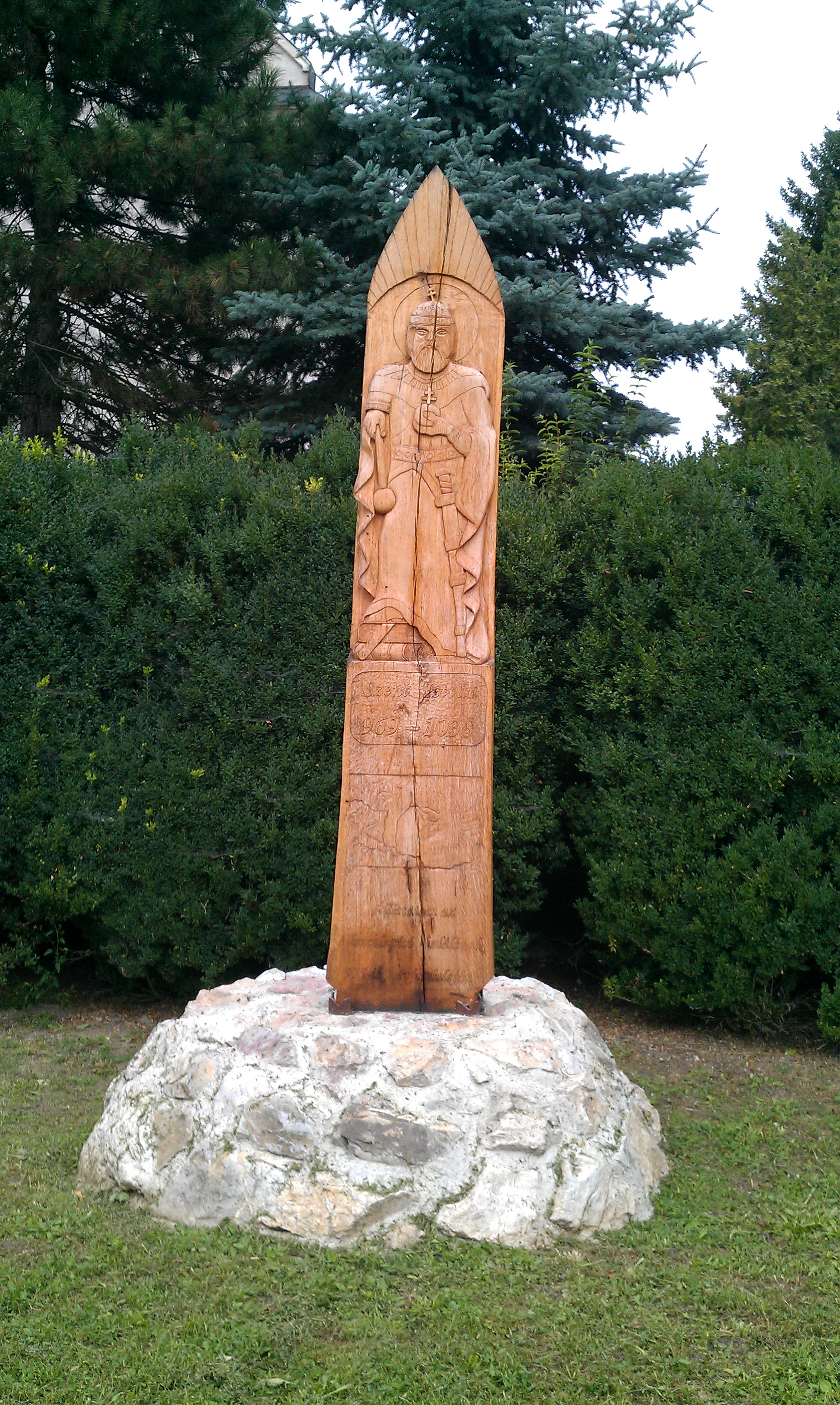
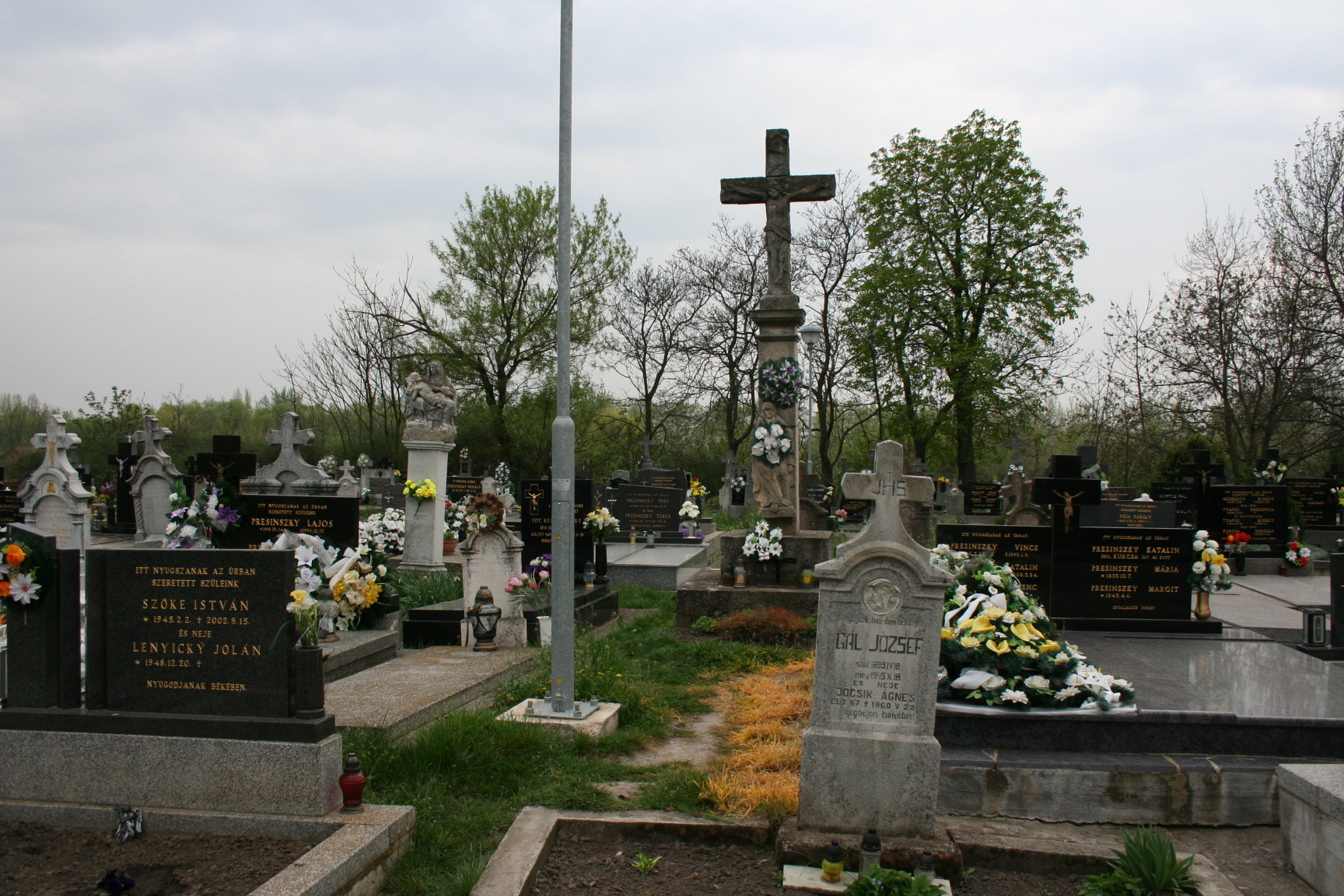
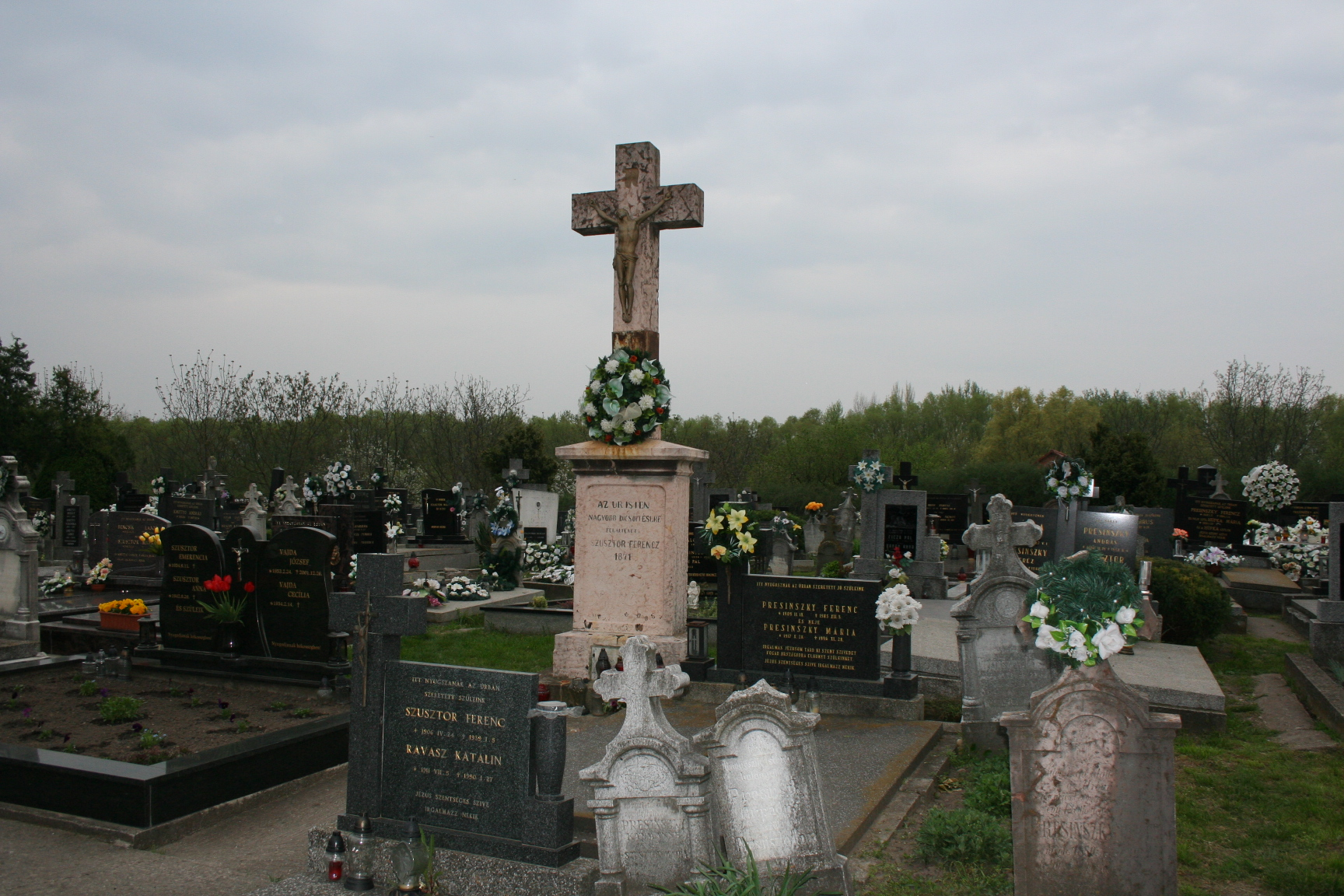
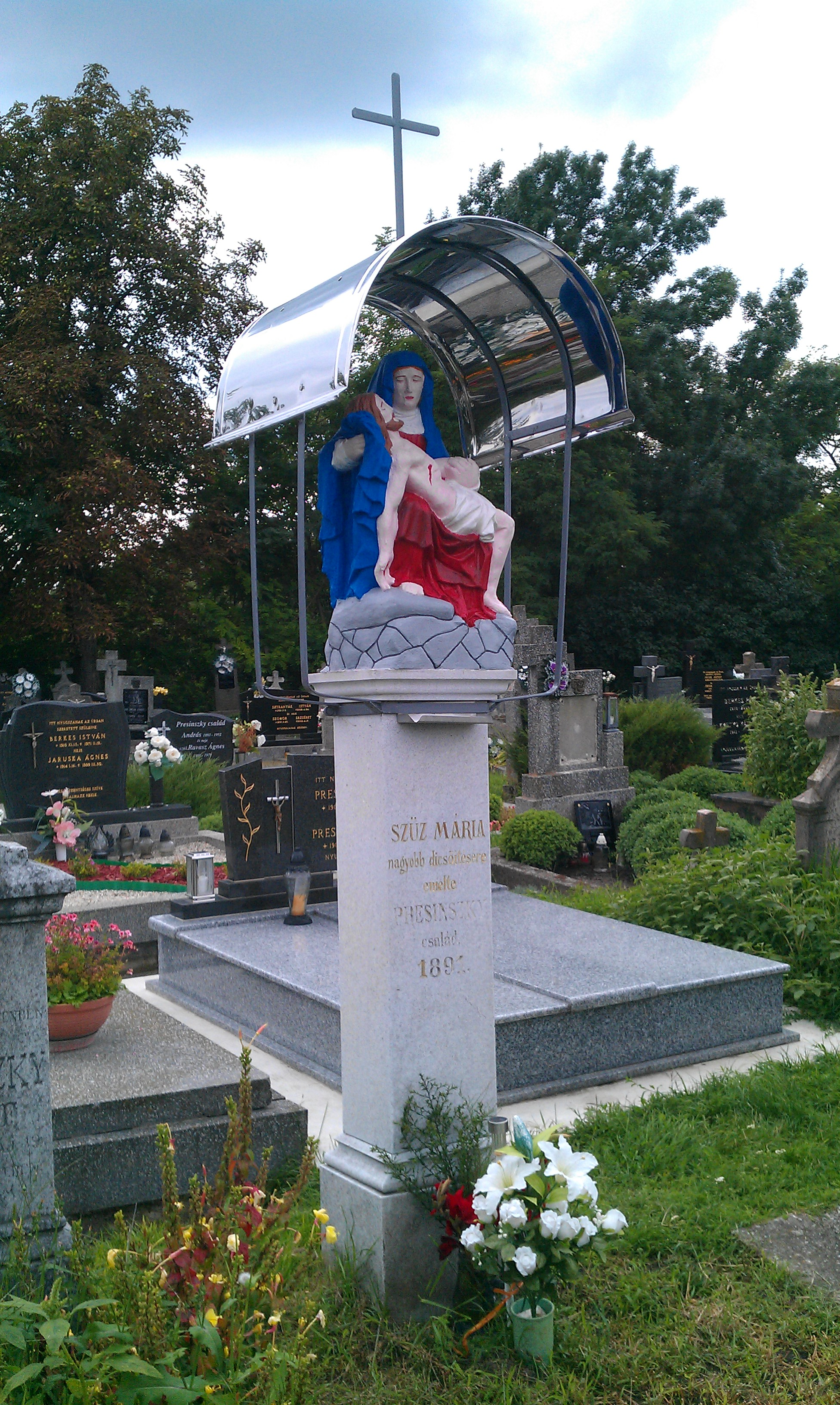